# Bahamas
Las Bahamas, oficialmente la Mancomunidad de las Bahamas (en inglés: Commonwealth of The Bahamas), es un país insular, y uno de los 13 países que forman la América Insular o Islas del Caribe, uno de los 35 del continente americano. Su capital y ciudad más poblada es Nasáu, situada en la isla de Nueva Providencia. Por su ubicación externa al Mar Caribe, las Bahamas es uno de los grupos insulares de la región que no pertenecen a una unidad geográfica antillana, denominadas Antillas Mayores y Antillas Menores.
El país archipelágico está constituido por más de 700 islas (de las cuales solo 30 están habitadas), cayos e islotes en el océano Atlántico, y está ubicado al norte de Cuba, Haití y República Dominicana, noroeste de Islas Turcas y Caicos, al sureste del estado estadounidense de Florida y al este de los Cayos de la Florida. Geográficamente las islas Bahamas forman, junto con las Islas Turcas y Caicos, el archipiélago de las Lucayas, también denominado por extensión Bahamas. Por manifiesto de la Real Fuerza de Defensa de las Bahamas, el territorio de las Bahamas ocupa 180 000 millas cuadradas (466 200 km²) de espacio oceánico, si bien las medidas oficiales les aportarían mucho más espacio económico. 
Originalmente habitadas por los lucayos, una rama de la etnia arahuaca taína, las Bahamas fueron el sitio donde Cristóbal Colón llegó en su primer viaje al Nuevo Mundo en 1492 (isla de San Salvador). Fueron colonizadas inicialmente por los españoles, los cuales iniciaron un proceso de esclavizacion de los habitantes indígenas de las islas. Veinticinco años después de la llegada de los europeos la población nativa de las Bahamas había sido diezmada debido a las enfermedades y la esclavitud que sufrieron a manos de los colonizadores. Más tarde fue colonizada por colonos ingleses procedentes de la isla de Bermudas, conocidos como los Aventureros eleutheranos, que se establecieron en la isla de Eleuthera en el año 1649.
Las Bahamas se convirtieron en una colonia de la Corona británica en 1718, cuando los británicos restringieron la piratería. Después de la guerra de Independencia de los Estados Unidos, miles de estadounidenses leales a la Corona británica se asentaron en las islas junto con sus esclavos, lo que llevó a una economía basada en las plantaciones. Africanos esclavizados y sus descendientes constituyeron la mayoría de la población a partir de este período. Después de que Gran Bretaña prohibiera el comercio de esclavos en 1807, la Marina Real británica llevó muchos de los nuevos esclavos ilegales africanos a las Bahamas durante el siglo XIX. Aunque la esclavitud en las Bahamas no fue abolida sino hasta 1834, en 1818 las Bahamas se convirtieron en un refugio para la manumisión de esclavos africanos, provenientes de fuera de las Indias Occidentales Británicas. Los africanos liberados de los barcos de esclavos ilegales fueron reasentados en las islas por la Marina Real, mientras que algunos esclavos norteamericanos y seminolas escaparon a las Bahamas desde la Florida. Cerca de 500 fueron liberados desde barcos mercantes estadounidenses. Se sabe incluso que los bahameños reconocían la libertad de las personas esclavizadas transportadas por los barcos de otras naciones que llegaban a las Bahamas. Aún hoy gran parte de la población es descendiente de estos esclavos liberados. En la actualidad, los bahameños negros representan el 90% de la población de 400.516 habitantes.
El país obtuvo su independencia del Reino Unido, como Monarquía en la Mancomunidad de Naciones, el 10 de julio de 1973,  liderado por Sir Lynden O. Pindling. Comparte su monarquía con los demás reinos de la Mancomunidad. En términos de renta per cápita, las Bahamas es uno de los países más ricos de América del Norte (por detrás de Estados Unidos y Canadá). Las Bahamas tienen el decimocuarto producto interno bruto per cápita más grande de América. Su economía se basa en el turismo y las finanzas offshore. Aunque las Bahamas se encuentran en el archipiélago de las Lucayas, y no en el mar Caribe, a menudo se las considera parte de la región del Caribe más amplia. Las Bahamas son miembro de pleno derecho de la Comunidad del Caribe (CARICOM), pero no forman parte del Mercado Único y de Economía del Caribe. Forma parte del Caribe anglófono.

## Toponimia

Mapa de Bahamas.

Inicialmente, los exploradores españoles las llamaron Islas Lucayas, por los lucayos, un pueblo indígena arahuaco, primeros pobladores de la isla.
La etimología de Bahamas es discutida, se ha propuesto que es una deformación del español ‘baja mar’ por las lagunas que son características del relieve local. Una etimología alternativa, sin embargo, propone un origen taíno: ba ha ma («gran tierra alta del centro»), supuesto nombre indígena de la isla o una derivación de Guanaham, nombre que cita Colón en referencia a la isla de Guanahani, donde desembarcó Colón el 12 de octubre de 1492.
El toponimista Isaac Taylor sostiene que el nombre deriva de Bimani (Bimini), que los españoles en Haití identificaban con Palombe, un lugar legendario donde, según los Viajes de Juan de Mandeville, había una fuente de la eterna juventud.

## Historia

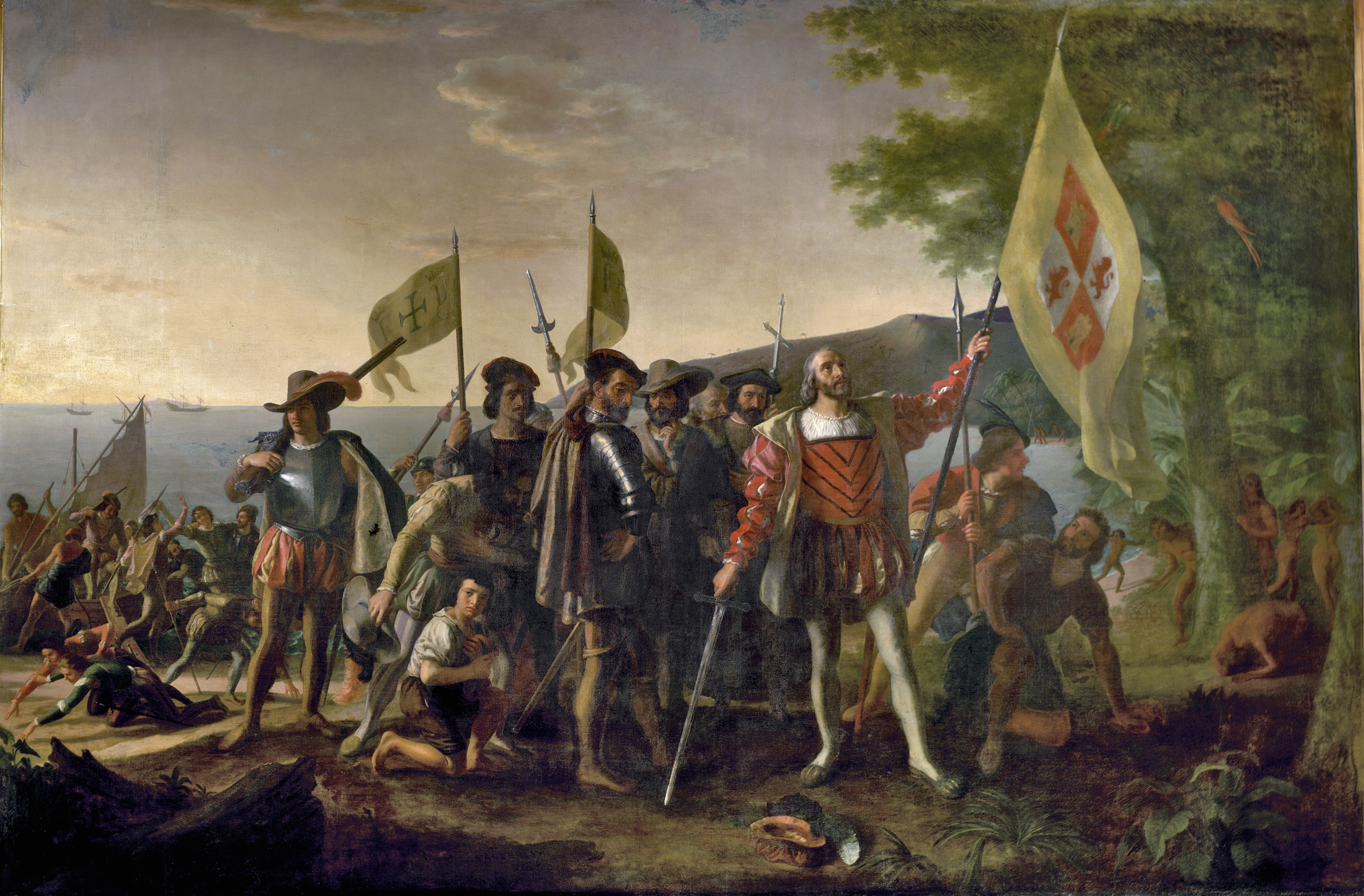
Una representación del primer viaje de Colón, reclamando la posesión del Nuevo Mundo para España en la Isla Watling, una isla de Las Bahamas que los nativos llamaron Guanahani y que llamó San Salvador, el 12 de octubre de 1492

### Época indígena
Los primeros habitantes de las Bahamas fueron los taínos, que se trasladaron a las deshabitadas islas meridionales desde La Española y Cuba en torno a los años 800-1000 d. C., tras emigrar allí desde Sudamérica; se les llegó a conocer como el pueblo lucayo. Se cree que unos 30 000 lucayos habitaban las Bahamas a la llegada de Cristóbal Colón en 1492, pero como siempre esto no puede ser demostrado completamente.

### Exploración española
La primera recalada de Colón en lo que para los europeos era un «Nuevo Mundo» fue en una isla a la que llamó San Salvador (conocida por los lucayos como Guanahani). Aunque existe un consenso general en que esta isla se encontraba en las Bahamas, la cuestión de en qué isla desembarcó Colón es objeto de debate entre los estudiosos. Algunos investigadores creen que el lugar es la actual isla de San Salvador (antes conocida como isla de Watling), situada en el sureste de Bahamas, mientras que una teoría alternativa sostiene que Colón desembarcó al sureste, en el cayo Samaná, según los cálculos realizados en 1986 por el escritor y editor de National Geographic Joseph Judge, basándose en el diario de a bordo de Colón. En la isla de desembarco, Colón estableció el primer contacto con los lucayos e intercambió bienes con ellos, reclamando las islas para la Corona de Castilla, antes de proceder a explorar las islas mayores de las Antillas Mayores.
El Tratado de Tordesillas de 1494 dividió teóricamente los nuevos territorios entre la Corona de Castilla y el reino de Portugal, situando las Bahamas en la esfera española; sin embargo, hicieron poco por presionar su reclamación sobre el terreno. No obstante, los españoles explotaron a los nativos lucayos, muchos de los cuales fueron esclavizados y enviados a La Española para realizar trabajos forzados. Los esclavos sufrieron duras condiciones y la mayoría murieron al contraer enfermedades para las que no tenían inmunidad; la mitad de los taínos murieron sólo de viruela. Como resultado de estas depredaciones, la población de las Bahamas se vio gravemente mermada.

### Colonización inglesa
Los ingleses ya manifestaron su interés por las Bahamas en 1629. Sin embargo, los primeros colonos ingleses no llegaron a las islas hasta 1648. Conocidos como los Aventureros Eleuterinos y liderados por William Sayle, emigraron desde las Bermudas en busca de mayor libertad religiosa. Estos puritanos ingleses establecieron el primer asentamiento europeo permanente en una isla a la que llamaron Eleuthera, libre en griego. Más tarde se establecieron en Nueva Providencia, bautizándola como Sayle's Island. Sin embargo, la vida resultó más dura de lo previsto, y muchos -incluido Sayle- optaron por regresar a las Bermudas. Para sobrevivir, los colonos restantes rescataron bienes de los naufragios.
En 1670, el rey Carlos II concedió las islas a los lores propietarios de la provincia de Carolina en América del Norte. Alquilaron las islas al rey con derechos de comercio, impuestos, nombramiento de gobernadores y administración del país desde su base en Nueva Providencia. La piratería y los ataques de potencias extranjeras hostiles eran una amenaza constante. En 1684, el corsario español Juan de Alarcón asaltó la capital, Charles Town (más tarde llamada Nasáu), y en 1703, una expedición conjunta franco-española ocupó brevemente Nasáu durante la Guerra de Sucesión Española.

### SigloXVIII
Durante el dominio terrateniente, las Bahamas se convirtieron en refugio de piratas, entre ellos Barbanegra (cerca de 1680-1718) Para poner fin a la "república de los piratas" y restaurar un gobierno ordenado, Gran Bretaña convirtió las Bahamas en colonia de la corona en 1718, a la que apodaron (The Bahama Islands, "las islas Bahamas"), bajo la gobernación de Woodes Rogers. Tras una difícil lucha, consiguió suprimir la piratería. En 1720, los españoles atacaron Nasáu durante la guerra de la Cuádruple Alianza. En 1729, se estableció una asamblea local que otorgaba cierto grado de autogobierno a los colonos británicos. Las reformas habían sido planeadas por el anterior gobernador George Phenney y autorizadas en julio de 1728.

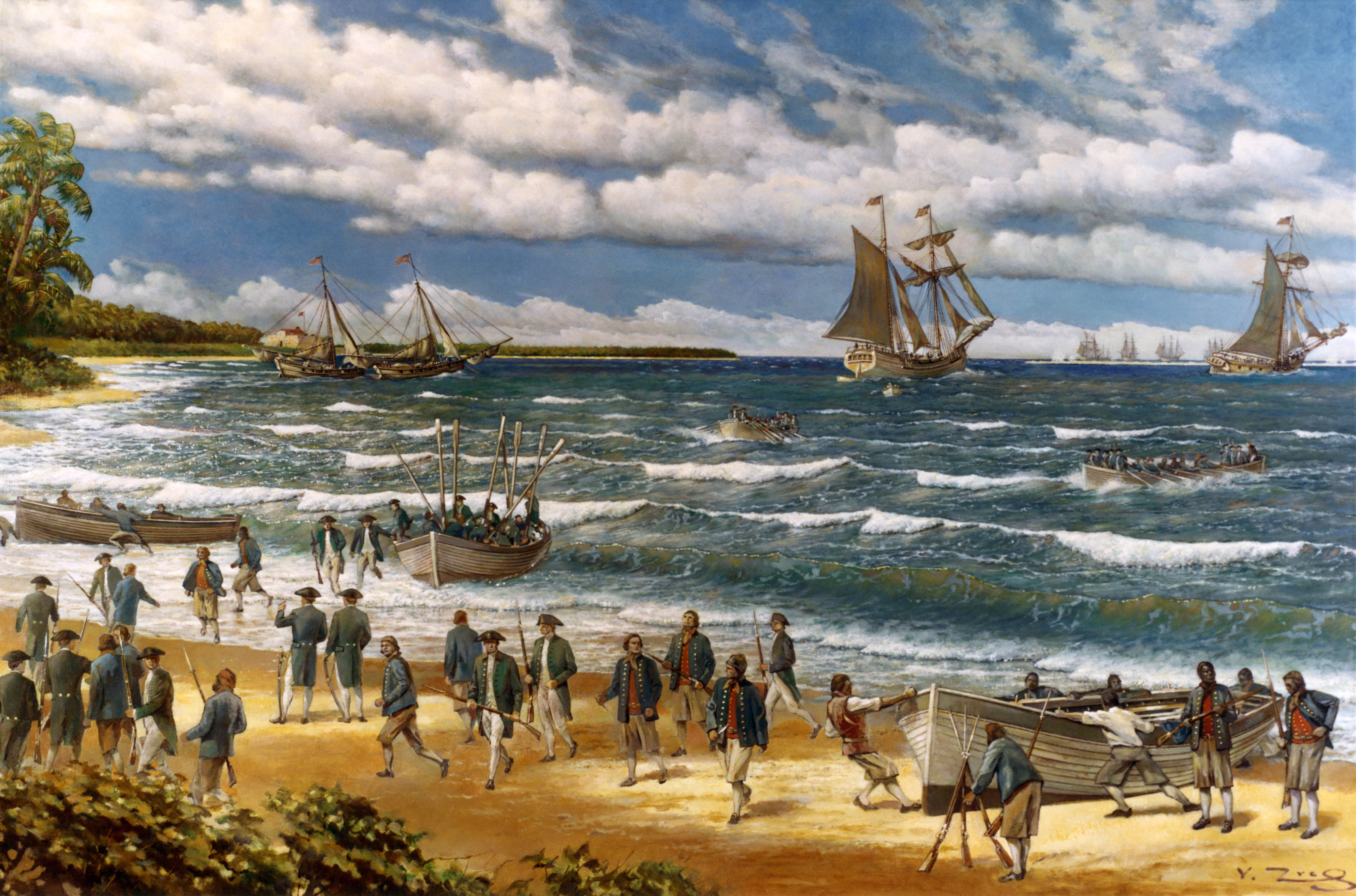
Marines continentales (Estados Unidos) desembarcan en Nueva Providencia durante la Batalla de Nassau en 1776 (contra Gran Bretaña)

Durante la Guerra de Independencia estadounidense, a finales del siglo XVIII, las islas se convirtieron en objetivo de las fuerzas navales estadounidenses. Bajo el mando del Comodoro Esek Hopkins, de la Infantería de Marina estadounidense, la naciente marina estadounidense ocupó Nasáu en 1776, antes de ser evacuada pocos días después. En 1782, una flota española apareció frente a las costas de Nasáu, y la ciudad se rindió sin luchar. Más tarde, en abril de 1783, en una visita realizada por el príncipe Guillermo del Reino Unido (que más tarde se convertiría en el rey Guillermo IV) a Luis de Unzaga en su residencia de la Capitanía General de La Habana, realizaron acuerdos de intercambio de prisioneros y también trataron los preliminares del Tratado de París (1783), en el que las recién conquistadas Bahamas se intercambiarían por Florida Oriental, que aún tendría que conquistar la ciudad de San Agustín, Florida, en 1784 por orden de Luis de Unzaga; después de eso, también en 1784, las Bahamas serían declaradas colonia británica.
Tras la independencia de Estados Unidos, los británicos reasentaron en las Bahamas a unos 7300 lealistas con sus esclavos africanos, entre ellos 2000 de Nueva York y al menos 1033 europeos, 2214 de ancestros africanos y unos pocos nativos americanos creeks del este de Florida. La mayoría de los refugiados reasentados desde Nueva York habían huido de otras colonias, incluida Florida Occidental, que los españoles capturaron durante la guerra. El gobierno concedió tierras a los plantadores para ayudar a compensar las pérdidas en el continente. Estos lealistas, entre los que se encontraban Deveaux y también lord Dunmore, establecieron plantaciones en varias islas y se convirtieron en una fuerza política en la capital. Los europeos americanos se vieron superados en número por los esclavos afroamericanos que trajeron consigo, y los europeos étnicos siguieron siendo minoría en el territorio.

### SigloXIX
La Ley de Trata de Esclavos de 1807 abolió el comercio de esclavos con las posesiones británicas, incluidas las Bahamas. El Reino Unido presionó a otros países que esclavizaban africanos para que también abolieran el comercio de esclavos y otorgó a la Marina Real el derecho a interceptar barcos que transportaran esclavos en alta mar Miles de africanos liberados de barcos por la Marina Real fueron reasentados en Bahamas.
En la década de 1820, durante el periodo de las guerras seminolas en Florida, cientos de esclavos norteamericanos y africanos seminolas escaparon del cabo de Florida a las Bahamas. Se asentaron principalmente en el noroeste de la isla de Andros, donde crearon el pueblo de Red Bays. Según testigos presenciales, 300 escaparon en una huida masiva en 1823, ayudados por bahameños en 27 balandros, y otros utilizaron canoas para el viaje. Esto se conmemoró en 2004 con un gran cartel en el Parque Estatal Bill Baggs del Cabo de Florida. Algunos de sus descendientes en Red Bays continúan con las tradiciones africanas seminolas de hacer cestas y marcar tumbas.
En 1818,] el Ministerio del Interior de Londres había dictaminado que "cualquier esclavo traído a las Bahamas desde fuera de las Indias Occidentales Británicas sería liberado". Esto hizo que, entre 1830 y 1835, se liberara a un total de casi 300 esclavos propiedad de ciudadanos estadounidenses. Los barcos negreros estadounidenses Comet y Encomium, utilizados en el comercio de esclavos por la costa de Estados Unidos, naufragaron frente a la isla de Ábaco en diciembre de 1830 y febrero de 1834, respectivamente. Cuando los náufragos llevaron a los capitanes, pasajeros y esclavos a Nasáu, los funcionarios de aduanas se apoderaron de los esclavos y los funcionarios coloniales británicos los liberaron, ante las protestas de los estadounidenses. Había 165 esclavos en el Comet y 48 en el Encomium. El Reino Unido pagó finalmente una indemnización a Estados Unidos por esos dos casos en 1855, en virtud del Tratado de Reclamaciones de 1853, que resolvió varios casos de indemnización entre ambos países.
La esclavitud fue abolida en el Imperio británico el 1 de agosto de 1834. Después, los funcionarios coloniales británicos liberaron a 78 esclavos norteamericanos del Enterprise, que naufragó en las Bermudas en 1835, y a 38 del Hermosa, que naufragó frente a la isla de Ábaco en 1840. El caso más notable fue el del Creole en 1841: como consecuencia de una revuelta de esclavos a bordo, los dirigentes ordenaron al bergantín estadounidense que se dirigiera a Nasáu. Transportaba 135 esclavos de Virginia destinados a la venta en Nueva Orleans. Los funcionarios bahamenses liberaron a los 128 esclavos que decidieron quedarse en las islas. El caso de los criollos se ha descrito como la "revuelta de esclavos más exitosa de la historia de Estados Unidos".
Estos incidentes, en los que se liberó a un total de 447 personas esclavizadas pertenecientes a ciudadanos estadounidenses entre 1830 y 1842, aumentaron la tensión entre Estados Unidos y el Reino Unido. Ambos países habían estado cooperando en patrullas para reprimir el comercio internacional de esclavos. Sin embargo, preocupado por la estabilidad de su gran comercio nacional de esclavos y su valor, Estados Unidos argumentó que el Reino Unido no debía tratar a sus barcos nacionales que llegaban a sus puertos coloniales bajo coacción como parte del comercio internacional. A Estados Unidos le preocupaba que el éxito de los esclavos criollos en conseguir la libertad alentara más revueltas de esclavos en los barcos mercantes.
Durante la guerra civil estadounidense de la década de 1860, las islas prosperaron brevemente aprovechando la situación como foco de corredores de bloqueo que ayudaban a los Estados Confederados de América.

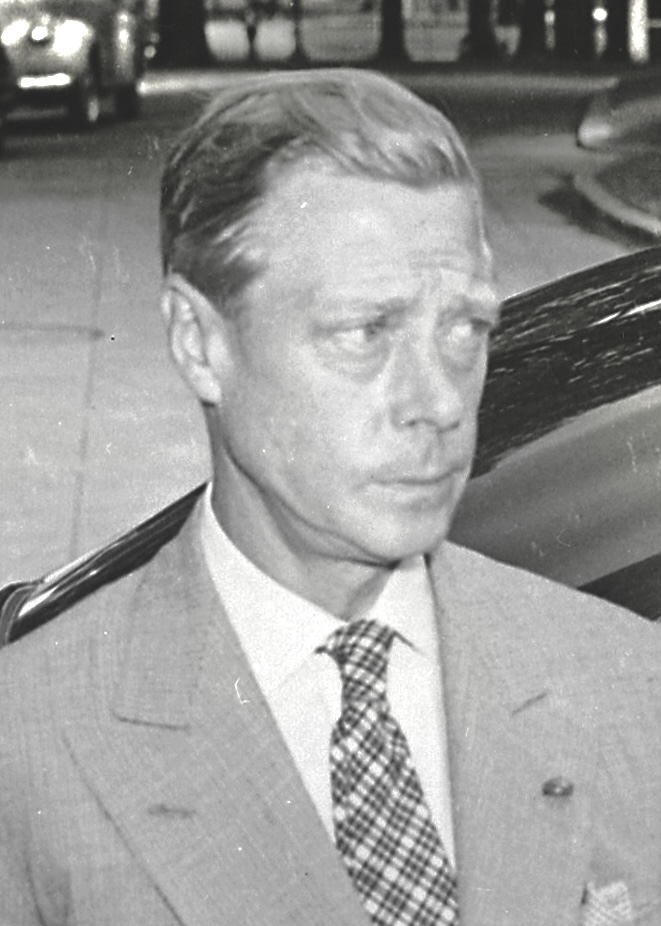
Duque de Windsor (antiguo rey Eduardo VIII) fue gobernador general de las Bahamas de 1940 a 1945

### Principios delsigloXX
Las primeras décadas del siglo XX fueron de penuria para muchos bahameños, caracterizadas por el estancamiento de la economía y la pobreza generalizada. Muchos se ganaban la vida con la agricultura o la pesca de subsistencia.
En agosto de 1940, el duque de Windsor (antiguo rey Eduardo VIII) fue nombrado gobernador de Bahamas. Llegó a la colonia con su esposa. Aunque descorazonados por el estado de la Casa de Gobierno, "intentaron sacar lo mejor de una mala situación". No disfrutó del cargo, y se refirió a las islas como "una colonia británica de tercera clase. Inauguró el pequeño parlamento local el 29 de octubre de 1940. La pareja visitó las "Islas Exteriores" en noviembre, en el yate de Axel Wenner-Gren, lo que causó controversia; el Ministerio de Asuntos Exteriores británico se opuso enérgicamente porque los servicios de inteligencia estadounidenses les habían informado de que Wenner-Gren era amigo íntimo del comandante de la Luftwaffe, el nazi Hermann Göring.
El duque fue elogiado en su momento por sus esfuerzos para combatir la pobreza en las islas. Sin embargo, una biografía escrita en 1991 por Philip Ziegler lo describió como despectivo con los bahameños y otros pueblos no europeos del Imperio. Se le alabó por su resolución de los disturbios civiles provocados por los bajos salarios en Nasáu en junio de 1942, cuando se produjo un "motín a gran escala". Ziegler afirmó que el duque culpó de los problemas a los "malhechores: comunistas" y "hombres de ascendencia judía centroeuropea, que habían conseguido trabajo como pretexto para obtener un aplazamiento del servicio militar obligatorio". El duque dimitió de su cargo el 16 de marzo de 1945.

### Tras la Segunda Guerra Mundial
El desarrollo político moderno comenzó tras la Segunda Guerra Mundial. En la década de 1950 se formaron los primeros partidos políticos, divididos en líneas étnicas: el Partido Unido de Bahamas (UBP) representaba a los bahamenses de ascendencia inglesa (conocidos informalmente como los "Bay Street Boys") y el Partido Liberal Progresista (PLP) representaba a la mayoría negra bahamense:
El 7 de enero de 1964 entró en vigor una nueva constitución que otorgaba autonomía interna a Bahamas, y el nuevo primer ministro fue Sir Roland Symonette, del UBP. En 1967, Lynden Pindling, del PLP, se convirtió en el primer gobernante negro de la colonia bahameña; en 1968, el título del cargo pasó a ser el de primer ministro. En 1968, Pindling anunció que Bahamas buscaría la plena independencia. En 1968 se aprobó una nueva constitución que otorgaba a Bahamas un mayor control sobre sus propios asuntos. En 1971, el UBP se fusionó con una facción descontenta del PLP para formar un nuevo partido, el Movimiento Nacional Libre (FNM), un partido de centro-derecha que pretendía contrarrestar el creciente poder del PLP de Pindling.
El Gobierno del Reino Unido concedió la independencia a Bahamas mediante una Orden del Consejo de fecha 20 de junio de 1973. La Orden entró en vigor el 10 de julio de 1973, fecha en la que el Príncipe Carlos entregó los documentos oficiales al primer ministro Lynden Pindling. Esta fecha se celebra actualmente como el Día de la Independencia. Ese mismo día Bahamas se unió a la Commonwealth de Naciones. Sir Milo Butler fue nombrado primer gobernador general de Bahamas (representante oficial de la entonces reina Isabel II) poco después de la independencia.

### Tras la independencia
Poco después de la independencia, Bahamas ingresó en el Fondo Monetario Internacional y en el Banco Mundial, el 22 de agosto de 1973, y más tarde en Naciones Unidas, el 18 de septiembre de 1973.

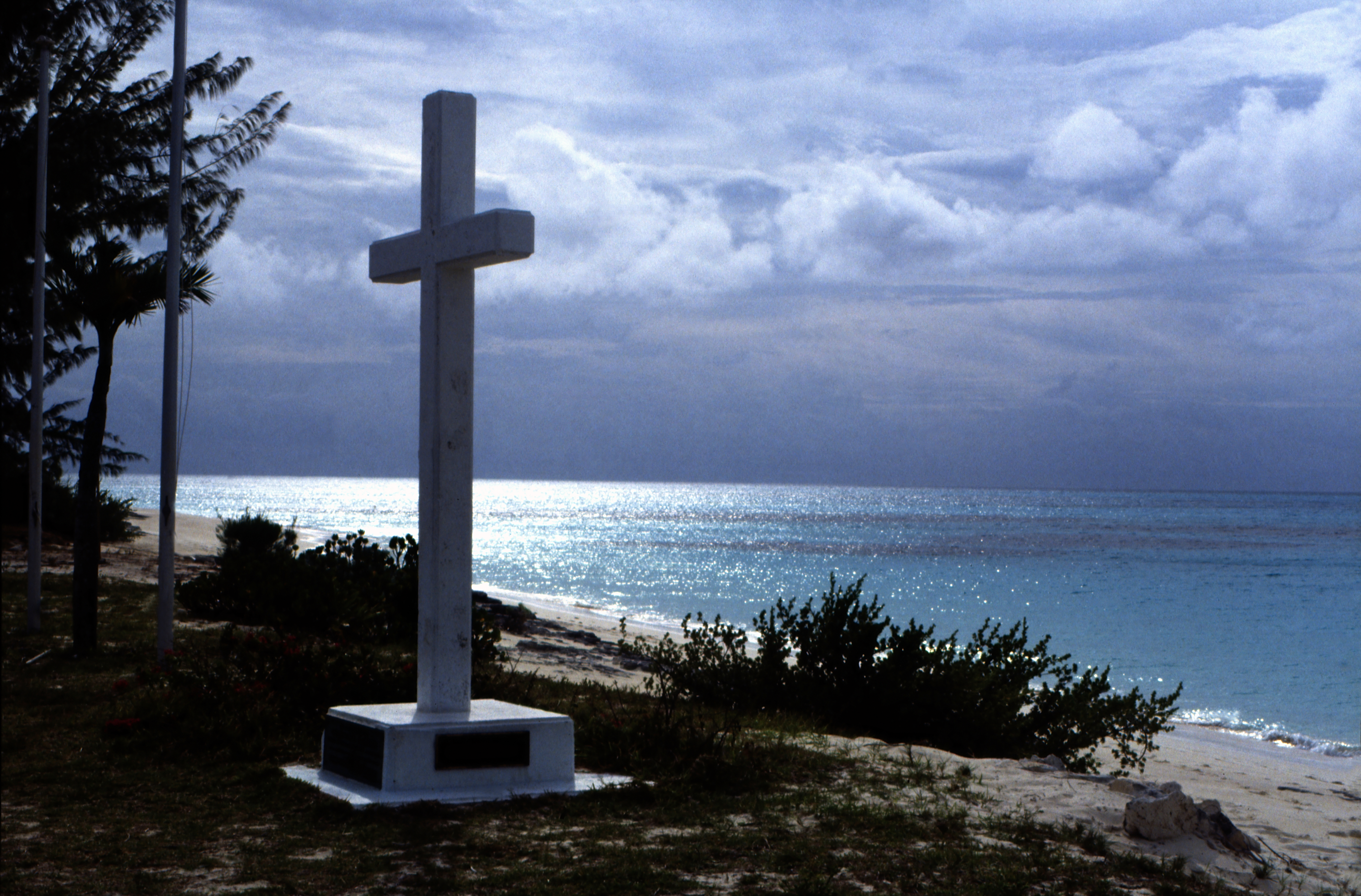
Monumento a Cristóbal Colón en la isla de San Salvador

Políticamente, las dos primeras décadas estuvieron dominadas por el PLP de Pindling, que obtuvo una serie de victorias electorales. Las acusaciones de corrupción, vínculos con cárteles de la droga y malversación financiera en el seno del gobierno de Bahamas no lograron mermar la popularidad de Pindling. Mientras tanto, la economía experimentó un espectacular periodo de crecimiento impulsado por los dos pilares del turismo y las finanzas extraterritoriales, lo que elevó considerablemente el nivel de vida en las islas. La pujante economía de Bahamas hizo que se convirtiera en un faro para los inmigrantes, sobre todo de Haití.
En 1992, Pindling fue desbancado por Hubert Ingraham, del FNM Ingraham pasó a ganar las elecciones generales de Bahamas de 1997, antes de ser derrotado en 2002, cuando el PLP volvió al poder de la mano de Perry Christie, Ingraham volvió al poder de 2007 a 2012, seguido de nuevo por Christie de 2012 a 2017. Con un crecimiento económico vacilante, los bahameños volvieron a elegir al FNM en 2017, y Hubert Minnis se convirtió en el cuarto primer ministro.
En septiembre de 2019, el huracán Dorian azotó las islas Ábaco y Gran Bahama con una intensidad de categoría 5, devastando el noroeste de Bahamas. La tormenta infligió al menos 7000 millones de dólares en daños y mató a más de 50 personas, con 1300 personas aún desaparecidas.
En septiembre de 2021, el gobernante Movimiento Nacional Libre perdió frente al opositor Partido Liberal Progresista en unas elecciones anticipadas, mientras la economía luchaba por recuperarse de su mayor caída desde al menos 1971. El Partido Liberal Progresista (PLP) obtuvo 32 de los 39 escaños de la Asamblea Legislativa. El Movimiento Nacional Libre (FNM), liderado por Minnis, se hizo con los escaños restantes. El 17 de septiembre de 2021, el presidente del Partido Liberal Progresista (PLP), Phillip "Brave" Davis, juró su cargo como nuevo primer ministro de Bahamas para suceder a Hubert Minnis.

## Política

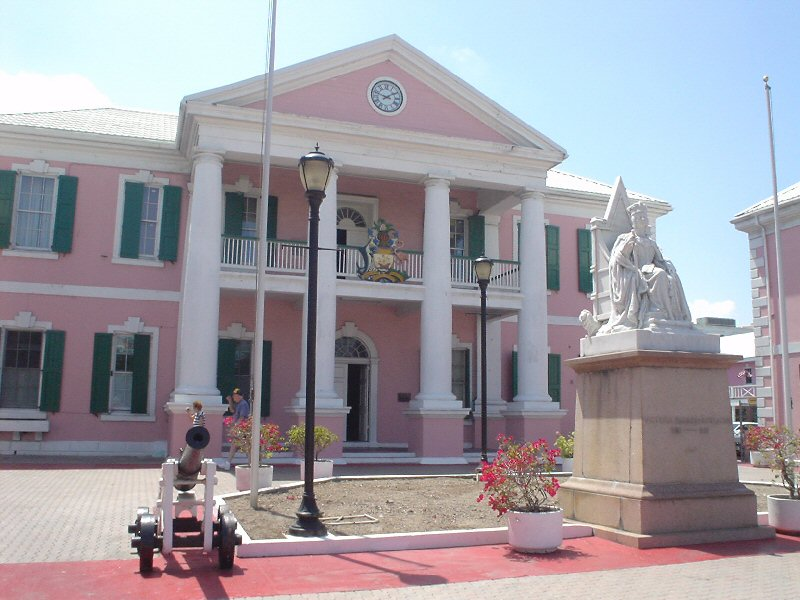
Parlamento de las Bahamas, localizado en Nasáu.

Las Bahamas es una monarquía constitucional hereditaria que pertenece a la Mancomunidad de Naciones en calidad de reino independiente. El monarca británico, como jefe de Estado, es quien designa a su representante en el lugar, el gobernador general. El poder ejecutivo es ejercido por el Gabinete, a cuya cabeza se encuentra el primer ministro, institución que aparece en 1955 con las primeras elecciones parlamentarias en el archipiélago.
El poder legislativo recae en un sistema de parlamento bicameral. Está compuesto por dieciséis miembros del Senado (nombrados por el gobernador general) y cuarenta miembros de la Cámara de Representantes, elegidos directamente por la población.
El Consejo Privado del Comité Judicial de Su Majestad es la más alta corte en las Bahamas; le sigue la Corte de Apelaciones, la Corte Suprema, con doce jueces, y las Cortes de Magistrados.
Los partidos políticos principales son el Movimiento Nacional Libre (Free National Movement - FNM) y el Partido Liberal Progresista (Progressive Liberal Party - PLP).

### Derechos humanos
En materia de derechos humanos, respecto a la pertenencia a los siete organismos de la Carta Internacional de Derechos Humanos, que incluyen al Comité de Derechos Humanos (HRC), Bahamas ha firmado o ratificado:
| Bahamas | Tratados internacionales  | Tratados internacionales | Tratados internacionales  | Tratados internacionales  | Tratados internacionales  | Tratados internacionales | Tratados internacionales | Tratados internacionales | Tratados internacionales  | Tratados internacionales  | Tratados internacionales | Tratados internacionales | Tratados internacionales  | Tratados internacionales  | Tratados internacionales | Tratados internacionales  | Tratados internacionales  | Tratados internacionales  |
| --- | ------------------------- | ------------------------ | ------------------------- | ------------------------- | ------------------------- | --- | ------------------------ | --- | ------------------------- | ------------------------- | ------------------------ | ------------------------ | ------------------------- | ------------------------- | ------------------------ | ------------------------- | ------------------------- | ------------------------- |
| Bahamas | CESCR                     | CESCR                    | CCPR                      | CCPR                      | CCPR                      | CERD | CED                      | CEDAW | CEDAW                     | CAT                       | CAT                      | CRC                      | CRC                       | CRC                       | CRC                      | MWC                       | CRPD                      | CRPD                      |
| Bahamas | CESCR                     | CESCR-OP                 | CCPR                      | CCPR-OP1                  | CCPR-OP2-DP               | CERD | CED                      | CEDAW | CEDAW-OP                  | CAT                       | CAT-OP                   | CRC                      | CRC-OP-AC                 | CRC-OP-SC                 | CRC-OP-CP                | MWC                       | CRPD                      | CRPD-OP                   |
| Pertenencia | Ni firmado ni ratificado. | Sin información.         | Ni firmado ni ratificado. | Ni firmado ni ratificado. | Ni firmado ni ratificado. | Bahamas ha reconocido la competencia de recibir y procesar comunicaciones individuales por parte de los órganos competentes. | Sin información.         | Bahamas ha reconocido la competencia de recibir y procesar comunicaciones individuales por parte de los órganos competentes. | Ni firmado ni ratificado. | Ni firmado ni ratificado. | Sin información.         | Firmado y ratificado.    | Ni firmado ni ratificado. | Ni firmado ni ratificado. | Sin información.         | Ni firmado ni ratificado. | Ni firmado ni ratificado. | Ni firmado ni ratificado. |
| Firmado y ratificado, firmado, pero no ratificado, ni firmado ni ratificado, sin información, ha accedido a firmar y ratificar el órgano en cuestión, pero también reconoce la competencia de recibir y procesar comunicaciones individuales por parte de los órganos competentes. |                           |                          |                           |                           |                           | |                          | |                           |                           |                          |                          |                           |                           |                          |                           |                           |                           |

### Defensa

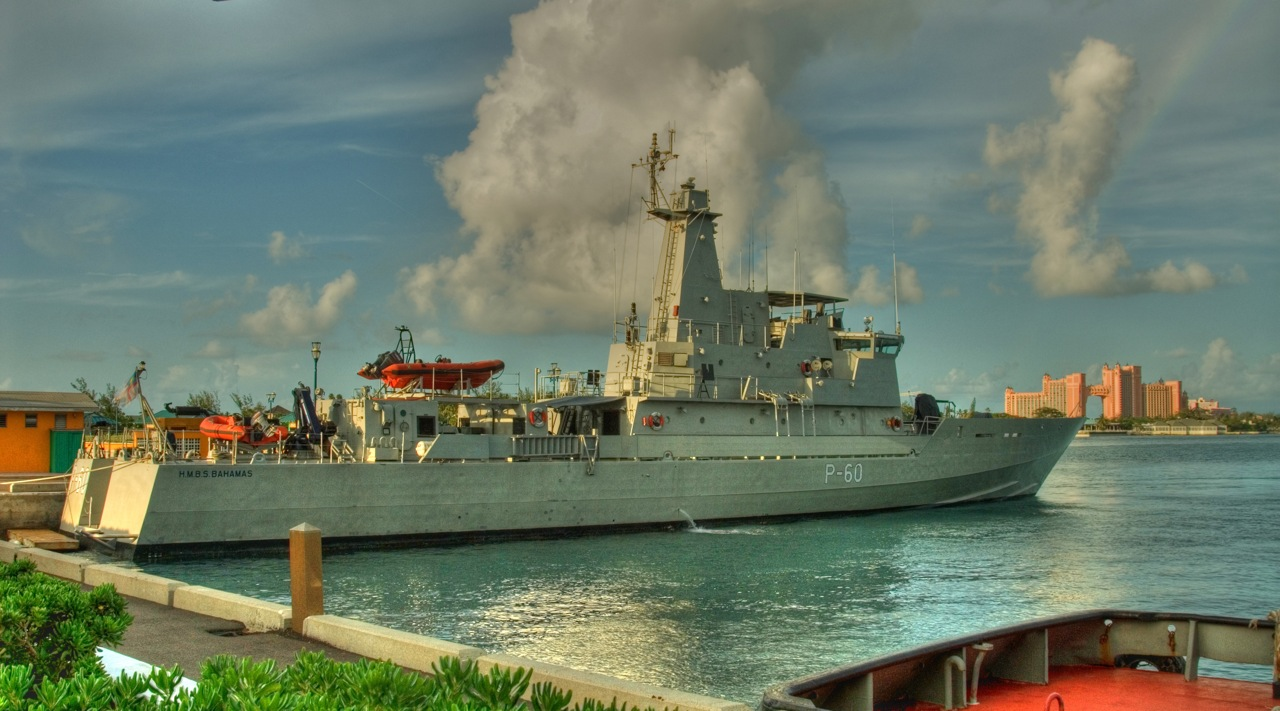
El HMBS Bahamas en Nasáu

El ejército de Bahamas está formado por la Real Fuerza de Defensa de las Bahamas (RBDF), la armada de Bahamas, que incluye una unidad terrestre denominada Commando Squadron (Regimiento) y un Ala Aérea (Fuerza Aérea). En virtud de la Ley de Defensa, la RBDF tiene el mandato, en nombre del Rey, de defender a Las Bahamas, proteger su integridad territorial, patrullar sus aguas, prestar asistencia y socorro en casos de desastre, mantener el orden en colaboración con las fuerzas del orden de Las Bahamas, y llevar a cabo las tareas que determine el Consejo de Seguridad Nacional. La Fuerza de Defensa es también miembro de la Fuerza Regional de Seguridad de la Comunidad del Caribe (CARICOM).
La RBDF se creó el 31 de marzo de 1980. Sus funciones incluyen la defensa de Bahamas, la lucha contra el contrabando de drogas, la inmigración ilegal y la caza furtiva, y la asistencia a los navegantes. La Fuerza de Defensa cuenta con una flota de 26 patrulleras costeras, 3 aviones y más de 1100 efectivos, entre ellos 65 oficiales y 74 mujeres.
Mediante una ley del Parlamento, la RBDF se convirtió en una entidad oficial el 31 de marzo de 1980, dependiendo del Ministerio de Seguridad Nacional. El Rey de Bahamas, Carlos III, es el Comandante en Jefe de las Fuerzas de Defensa, y el gobernador General de Bahamas ejerce el papel ceremonial. Las Fuerzas de Defensa también han adoptado su propio sistema de medallas y condecoraciones.

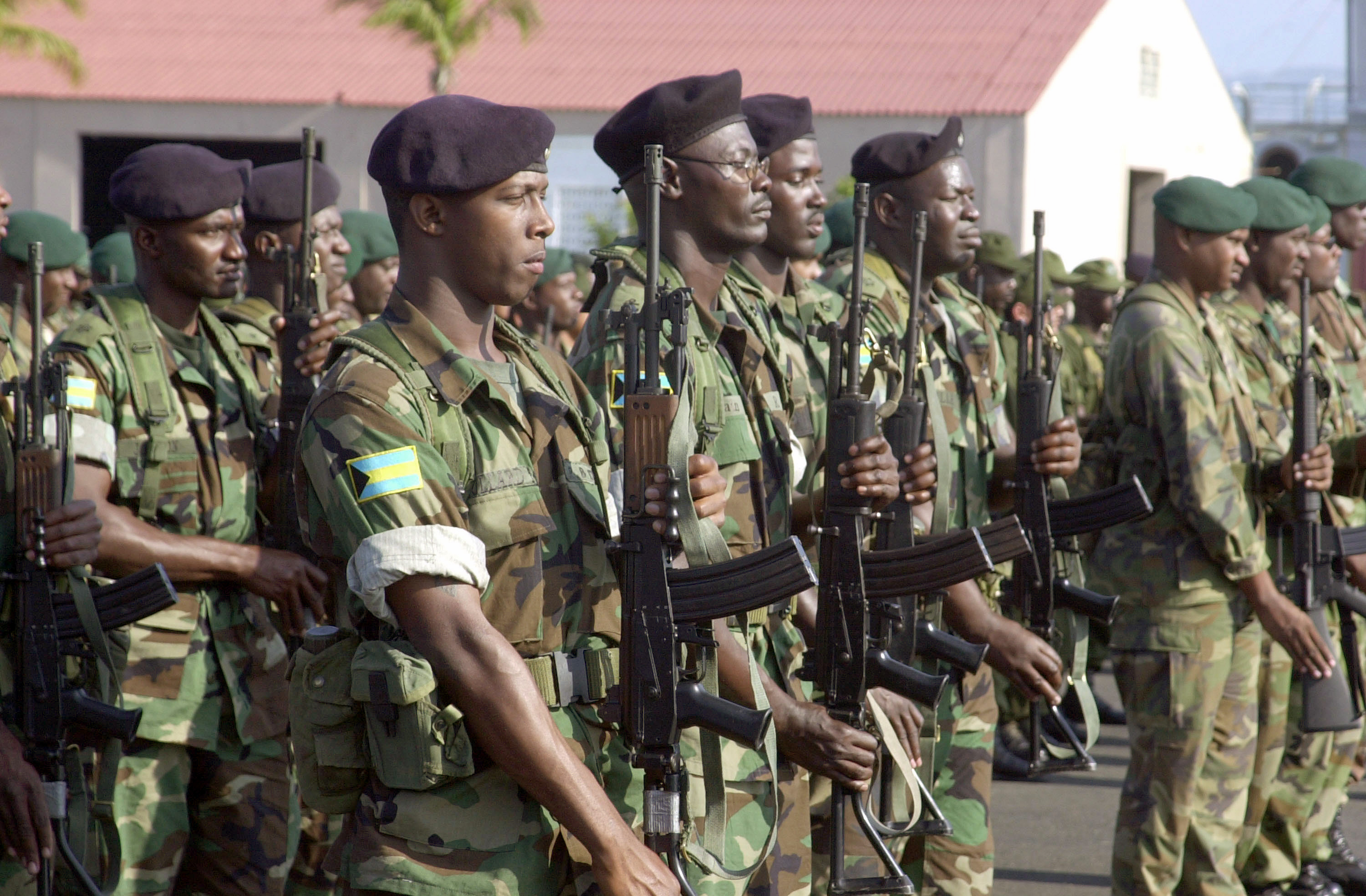
Soldados de la Real Fuerza de Defensa de Bahamas

La única acción de combate en la que ha participado la RBDF ha sido contra Cuba. El 10 de mayo de 1980, el HMBS Flamingo intentó detener a dos pesqueros cubanos, el Ferrocem 165 y el Ferrocem 54, por supuesta pesca furtiva en aguas de Bahamas. En represalia, dos MiG-21 cubanos invadieron el espacio aéreo de Bahamas y dispararon contra la patrullera. Los cubanos hundieron el barco con sus cañones de 23 mm y dispararon contra los marines que se encontraban en peligro en el agua. Fenrick Sturrup, Austin Smith, David Tucker y Edward Williams, todos ellos marines de las Fuerzas de Defensa de Bahamas, murieron en la acción militar. Quince tripulantes y el comandante lograron llegar sanos y salvos a Duncan Town, en la isla Ragged, tras ser recogidos por los pesqueros que habían abordado. Los pescadores furtivos fueron condenados en julio de 1980, y Cuba acabó admitiendo su responsabilidad, pagando a Bahamas 10 millones de dólares en concepto de indemnización por el incidente.

### Relaciones exteriores
Bahamas mantiene estrechas relaciones bilaterales con Estados Unidos su poderoso vecino del Norte y el Reino Unido la antigua potencia colonial que gobernaba el Archipiélago, el país está representado por un embajador en Washington y un Alto Comisionado en Londres. Bahamas también mantiene estrechas relaciones con otras naciones de la Comunidad del Caribe (CARICOM).
La embajada de Estados Unidos en Nasáu donó 3,6 millones de dólares al ministro de Preparación, Gestión y Reconstrucción de Desastres para refugios modulares, barcos de evacuación médica y materiales de construcción. La donación se realizó dos semanas después del primer aniversario del huracán Dorian.

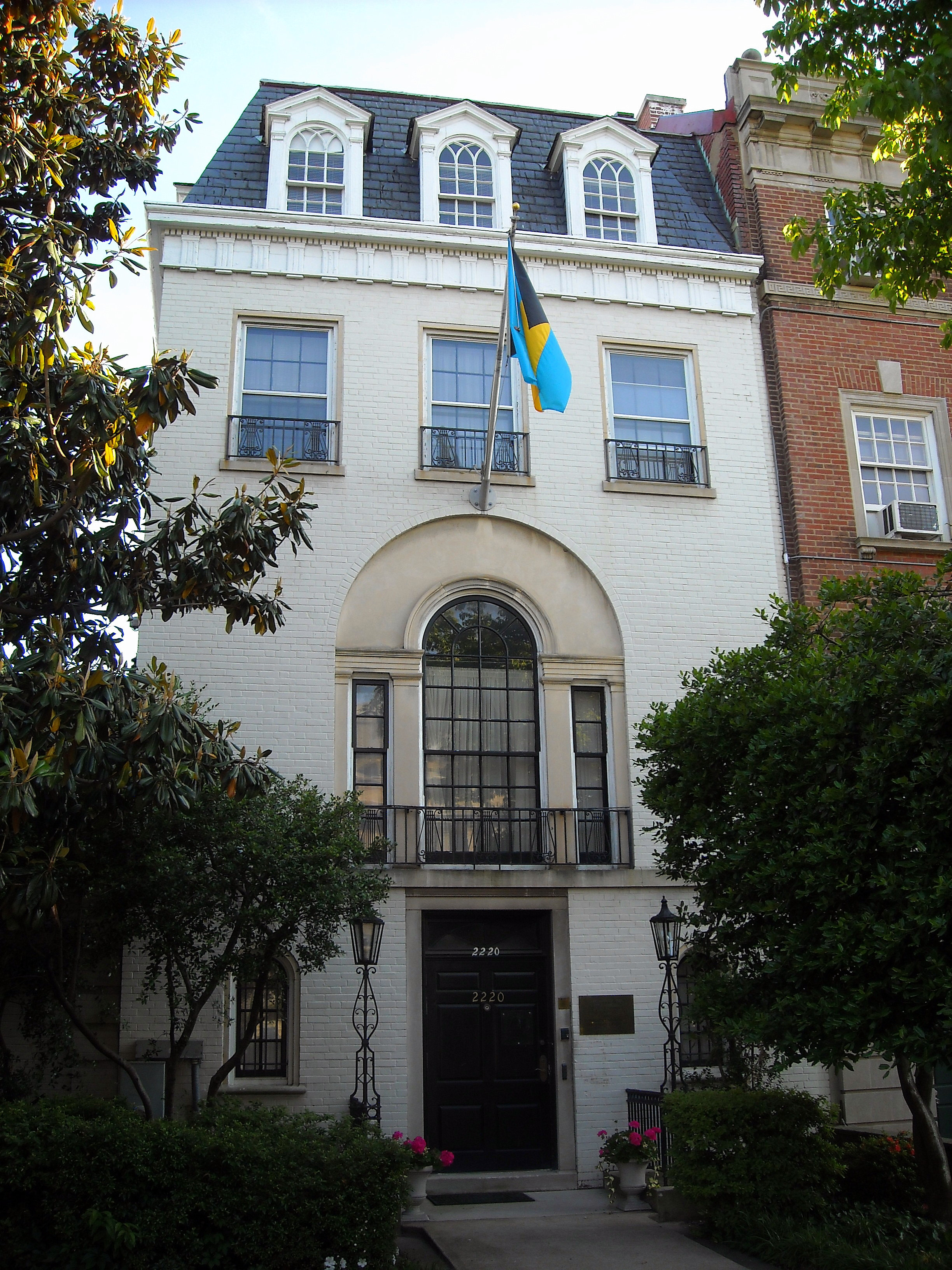
Embajada de Bahamas en Estados Unidos

Históricamente, Bahamas y Estados Unidos han mantenido estrechas relaciones económicas y comerciales. Ambos países comparten lazos étnicos y culturales, especialmente en el ámbito de la educación; en Bahamas residen unos 30 000 estadounidenses. Además, en Bahamas hay unas 110 empresas relacionadas con Estados Unidos y, en 2005, el 87 % de los 5 millones de turistas que visitaron Bahamas eran estadounidenses.
Como vecino, Bahamas y su estabilidad política son especialmente importantes para Estados Unidos. Los gobiernos de Estados Unidos y Bahamas han colaborado en la reducción de la delincuencia y en la resolución de problemas migratorios. Con la isla más cercana a sólo 45 millas de la costa de Florida, las Bahamas se utilizan a menudo como puerta de entrada de drogas y extranjeros ilegales con destino a Estados Unidos. Estados Unidos y Bahamas cooperan estrechamente para hacer frente a estas amenazas.
La ayuda y los recursos estadounidenses han sido esenciales para los esfuerzos bahameños encaminados a mitigar el persistente flujo de narcóticos y emigrantes ilegales a través del archipiélago. Estados Unidos y Bahamas también cooperan activamente en materia de aplicación de la ley, aviación civil, investigación marina, meteorología y agricultura. La Marina estadounidense tiene un centro de investigación submarina en la isla de Andros.
La Oficina de Aduanas y Protección de Fronteras del Departamento de Seguridad Nacional mantiene instalaciones de "autorización previa" en los aeropuertos de Nasáu y Freeport. Se entrevista e inspecciona a los viajeros antes de su salida, lo que permite una conexión más rápida con Estados Unidos.
Cuba y Bahamas comparten una frontera marítima común considerable y hay embajadas de cada uno en La Habana y Nasáu. Aunque ahora las relaciones son normales en los años 70 y 80 del siglo XX hubo tensión entre los 2 estados.
El bombardeo y hundimiento por parte de Cuba de una patrullera bahameña cuando remolcaba dos pesqueros cubanos incautados es un incidente que tuvo repercusiones y se consideró una consecuencia directa de la prolongada protesta bahameña por la pesca cubana en aguas territoriales de Bahamas.
Periódicamente, en las dos últimas décadas entre 1960 y 1980, algunos incidentes -generalmente relacionados con barcos que se desvían de su ruta o pescan en aguas territoriales bahameñas- dieron lugar a airadas palabras entre las dos naciones insulares.

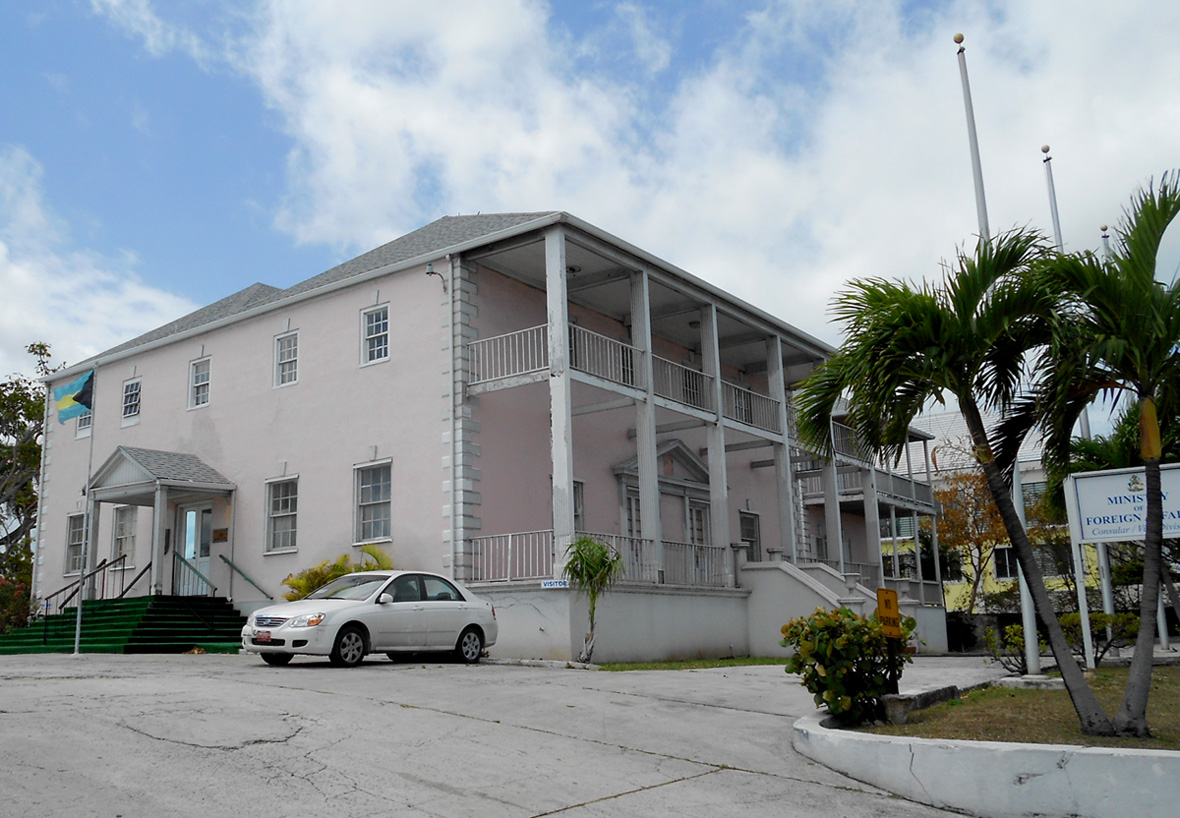
Ministerio de Relaciones Exteriores de Bahamas

En diciembre de 1971, ocurre el Incidentes de Leyla Express y Johnny Express cuando dichos cargueros fueron apresados por cañoneras cubanas. El Leyla Express fue detenido en aguas internacionales frente a la costa cubana el 5 de diciembre; el Johnny Express fue interceptado por lanchas cañoneras cerca de la isla de Little Inagua, en las Bahamas, diez días después. Algunos miembros de la tripulación del Johnny Express, incluido el capitán, resultaron heridos cuando las lanchas cañoneras dispararon contra su barco. Ambos cargueros enarbolaban pabellones de conveniencia panameños, pero pertenecían a la corporación Bahama Lines, con sede en Miami. La empresa estaba dirigida por cuatro hermanos, exiliados cubanos que anteriormente habían participado en actividades dirigidas contra el gobierno cubano de Fidel Castro. Cuba declaró que ambos buques estaban siendo utilizados por la Agencia Central de Inteligencia de Estados Unidos (CIA) para transportar armas, explosivos y personal a Cuba, y describió los buques como dedicados a la piratería. Cuba había sospechado de la implicación de uno de los buques de Bahama Lines en el bombardeo de la localidad cubana de Samá, en la costa norte de la provincia de Oriente, unos meses antes; varios civiles habían muerto en el ataque. El gobierno estadounidense de Richard Nixon y Bahama Lines negaron las acusaciones.
Existen relaciones bilaterales entre la República Popular China y Bahamas. Las relaciones diplomáticas se establecieron el 23 de mayo de 1997. Menos de dos meses después, el gobierno chino abrió una embajada en Nasáu, en la isla de Nueva Providencia. El gobierno de Bahamas no ha establecido embajada en Pekín, aunque en 1999 el Dr. Arthur Foulkes fue nombrado primer embajador no residente. El primer ministro Hubert Ingraham fue el primer jefe de Gobierno bahameño que visitó China en 1997.
En 2002, el volumen comercial entre ambos países ascendió a unos 62,93 millones de dólares, de los que China exportó la totalidad, excepto 60 000 dólares.
Venezuela y Bahamas han mantenido históricamente relaciones comerciales, Bahamas se unió al acuerdo de Petrocaribe en el año 2005 porque el podría beneficiarse de petróleo financiado con condiciones especiales otorgadas por el gobierno venezolano. El gobierno Venezolano estableció diversos negocios en las islas aprovechando su condiciones fiscales favorables. En 2019 las relaciones entre Bahamas y Venezuela se deterioraron por el reconocimiento de Bahamas al gobierno provisional del opositor Juan Guaidó.

## Organización territorial

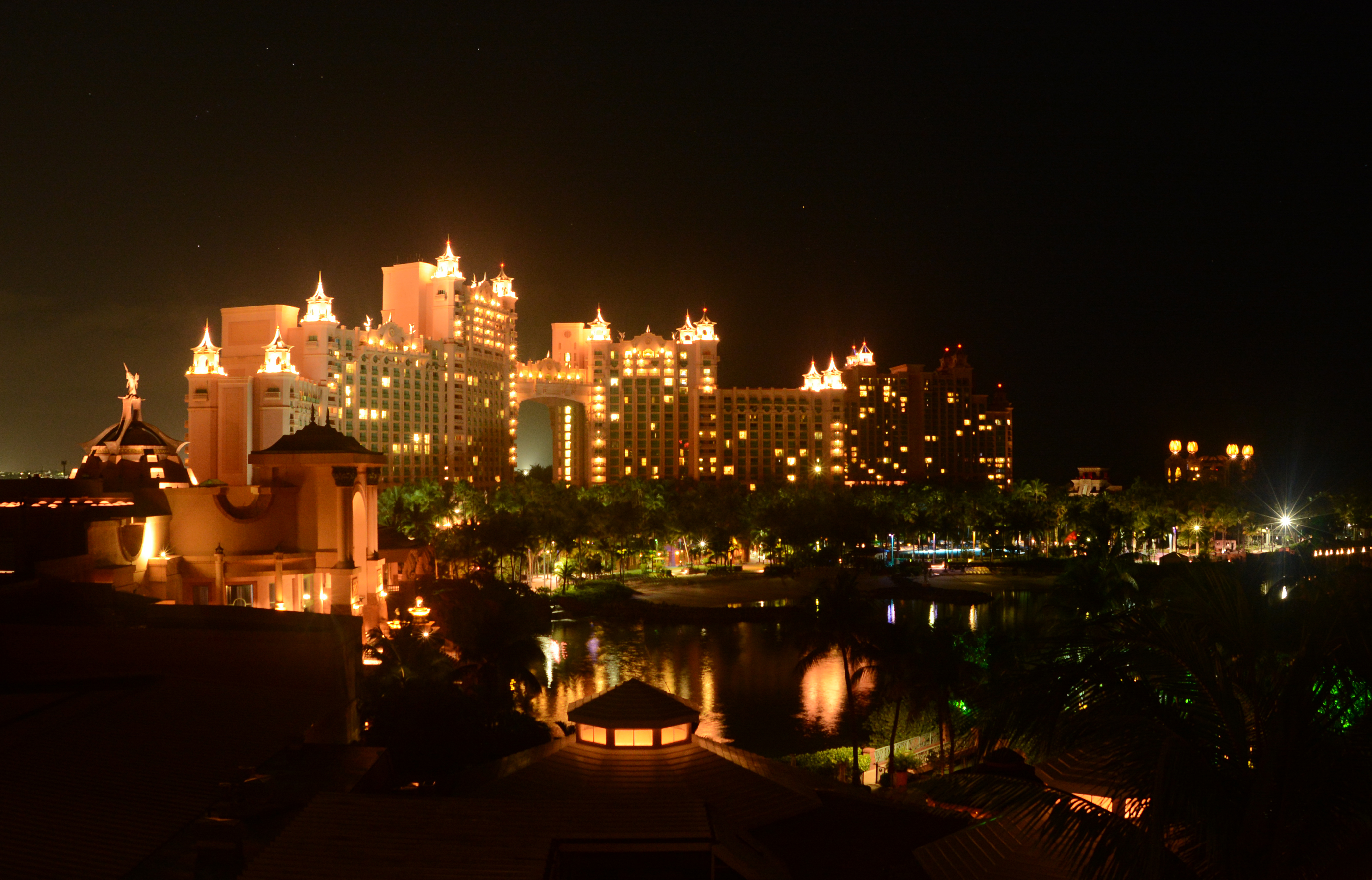
The Royal Tower Atlantis en la isla Paradise

Las Bahamas se dividen políticamente en un distrito central, Nueva Providencia, y treinta y dos distritos locales, regulados por un total de veinticinco administraciones que dependen del gobernador general. A su vez, dentro de los distritos locales, las ciudades más importantes tienen sus propios comités.
Los asuntos de Nueva Providencia son manejados directamente por el gobierno central. Los distritos y administraciones, distintos de Nueva Providencia, son los siguientes (aparecen primero el nombre en español, y después entre paréntesis la ciudad donde se halla la administración):

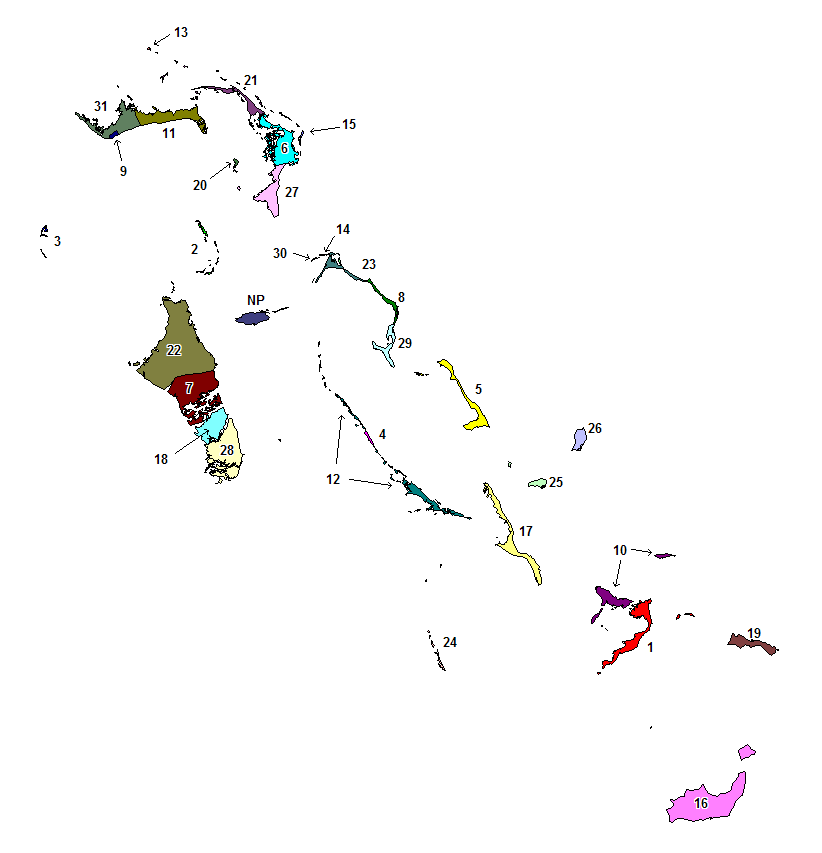
Distritos de las Bahamas

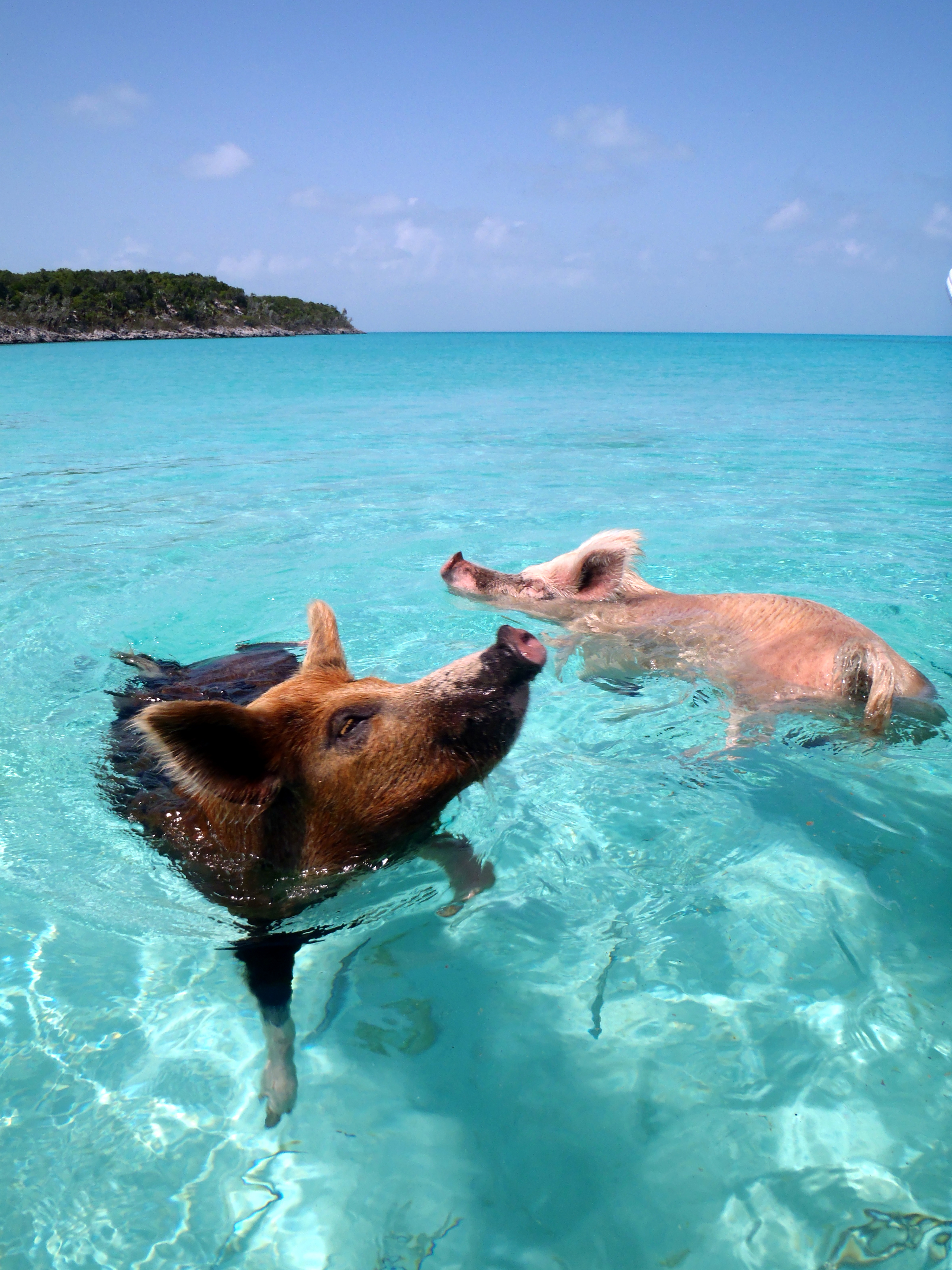
Playa Pig, Bahamas

| 1. Acklins (Mason Bay) 2. Islas Berry 3. Bimini (Alice Town) 4. Black Point (Nasáu) 5. Isla Cat (The Bight) 6. Ábaco Central (Marsh Harbour) 7. Andros Central (Fresh Creek) 8. Eleuthera Central (Governor's Harbour) 9. Ciudad de Freeport (Freeport) 10. Isla de Crooked (Moss Town) 11. Gran Bahama Oriental (High Rock) 12. Exuma 13. Cayo Grande 14. Isla Harbour (Harbour Island) 15. Hope Town 16. Inagua (Matthew Town) 17. Isla Larga (Clarence Town) | 1. Cayo Mangrove 2. Mayaguana (Abraham's Bay) 3. Isla de Moore 4. Ábaco Norte (Cooper's Town) 5. Andros Norte (Nicholl's Town) 6. Eleuthera Norte (Upper Bogue) 7. Isla Ragged (George Town) 8. Cayo Rum (Cockburn Town) 9. San Salvador 10. Ábaco Sur (Sandy Point) 11. Andros Sur (Kemp's Bay) 12. Eleuthera Sur (Rock Sound) 13. Spanish Wells (Lower Bogue) 14. Gran Bahama Occidental (Eight Mile Rock) 15. Nueva Providencia (Nasáu) |

- Placer de los Roques (Cayo Sal). Está situado al oeste, al norte de la costa de Cuba. No aparece en el mapa.

## Geografía

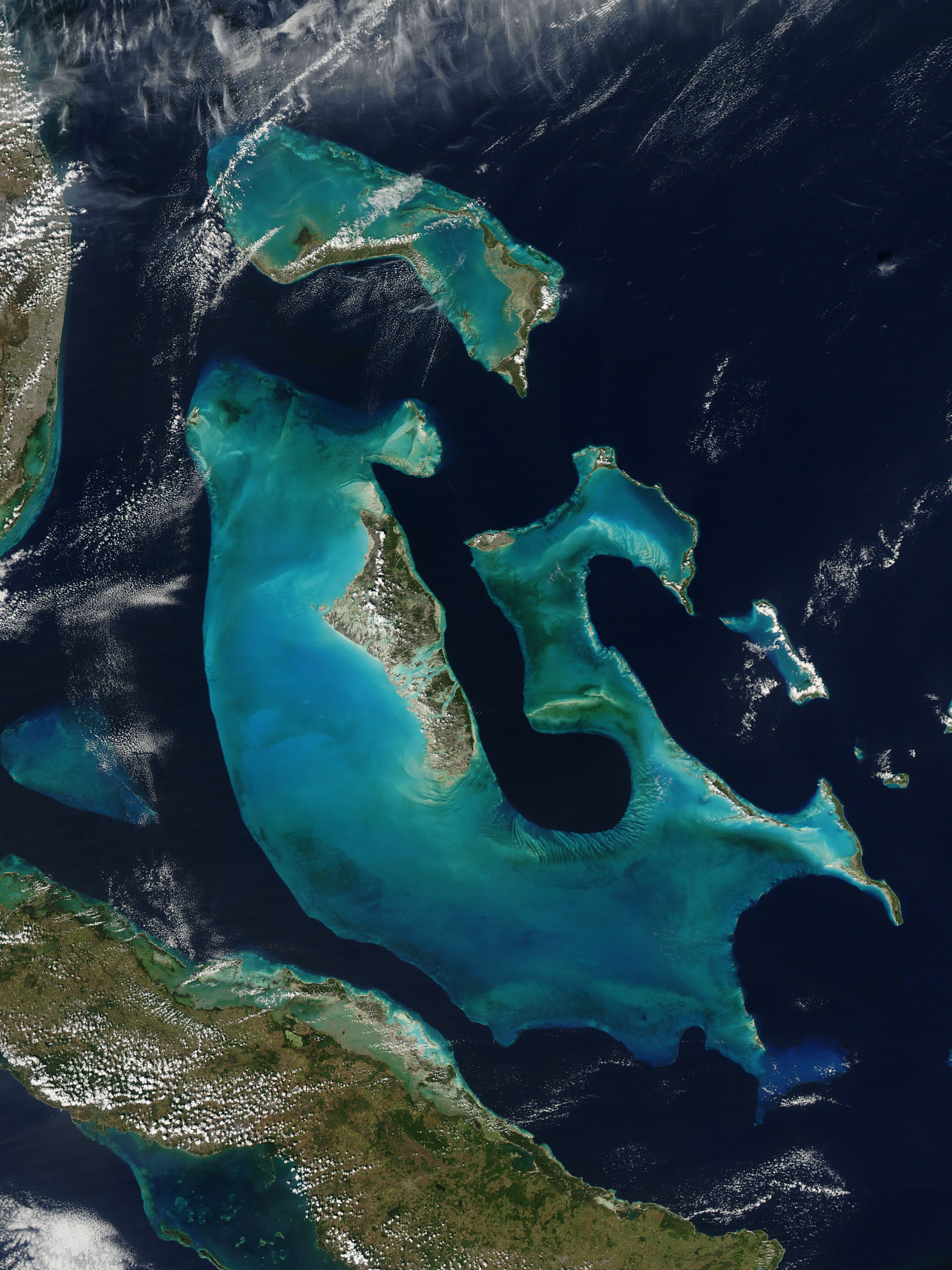
Bahamas visto desde el espacio. Florida (EE. UU.) al oeste, Cuba al sur y el océano Atlántico al norte y al este.

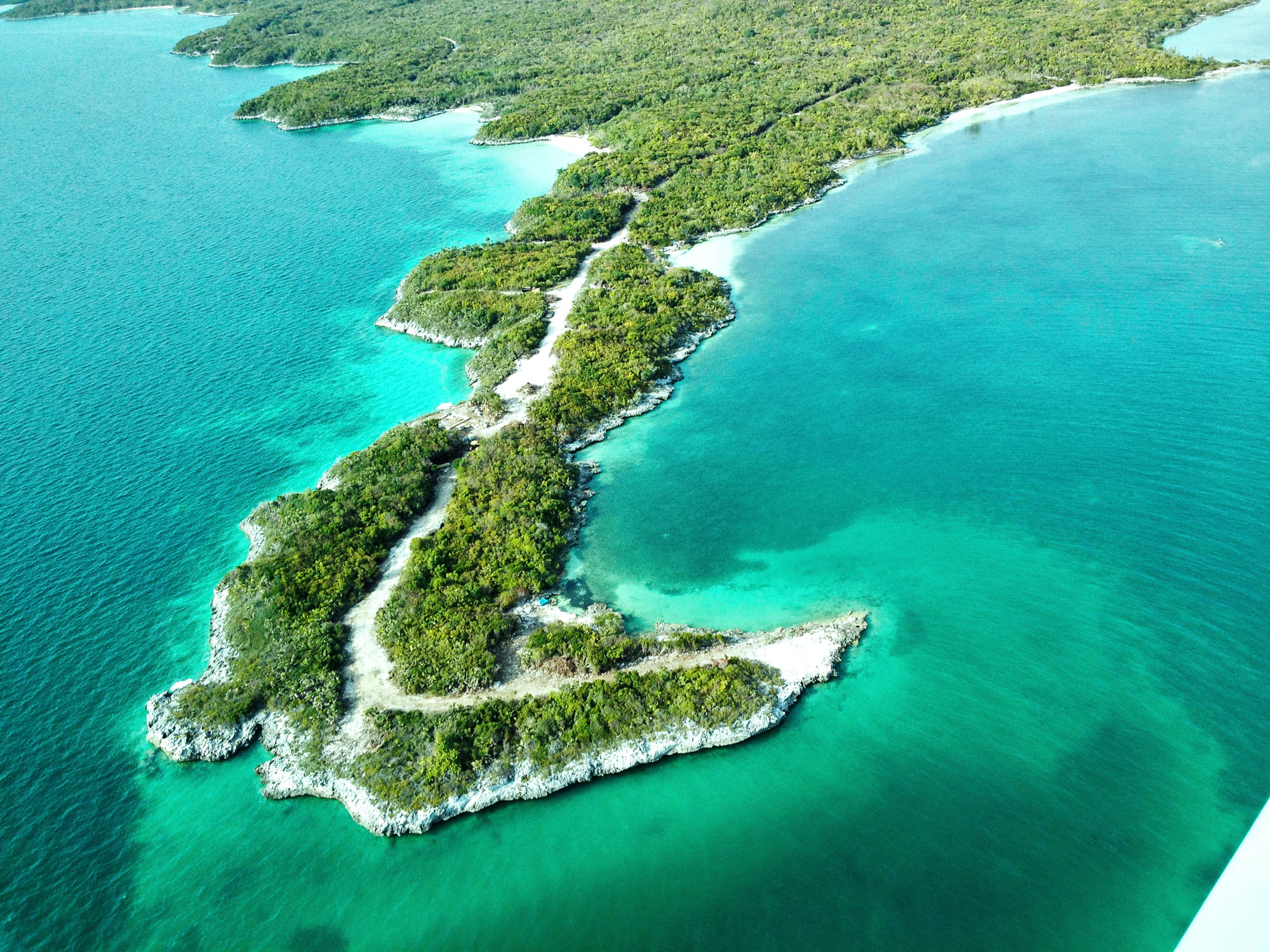
Punta sur del Cayo Cistern, Bahamas

Las Bahamas son un grupo de cerca de setecientas islas y cayos que se hallan en el océano Atlántico occidental frente a las costas de  Estados Undios. Andros del Norte es la isla más grande con 3439 km² situada a unos 230 km al sudeste de la Florida en Estados Unidos. Las islas Bimini están al noroeste. Al norte se sitúa la isla de Gran Bahama, donde se encuentra la segunda ciudad más grande del país, Freeport. La isla de Gran Ábaco está al lado, al este. La segunda isla más grande, Gran Inagua, está en la parte meridional. Otras islas importantes son Eleuthera, Cat, San Salvador, Acklins, Crooked y Mayaguana. Nasáu es la capital y la ciudad más grande, localizada en Nueva Providencia. La mayor parte del país es plano aunque las islas tienen una costa muy irregular. El punto más alto del país es el monte Alvernia, de 63 metros de altitud, situado en la isla de Alvernia.
Con una superficie terrestre de 13 880 km² Bahamas tiene una tamaño equivalente al de Montenegro en Europa o a un poco más del tamaño de Catar en Asia. Posee una zona económica exclusiva en el Océano Atlántico de unos 654 715 km².

### Clima
Según la clasificación climática de Köppen, el clima de las Bahamas es mayoritariamente tropical de sabana o Aw, con una estación cálida y húmeda y otra cálida y seca. La baja latitud, la cálida corriente tropical del Golfo y la escasa altitud confieren a Bahamas un clima cálido y sin inviernos.

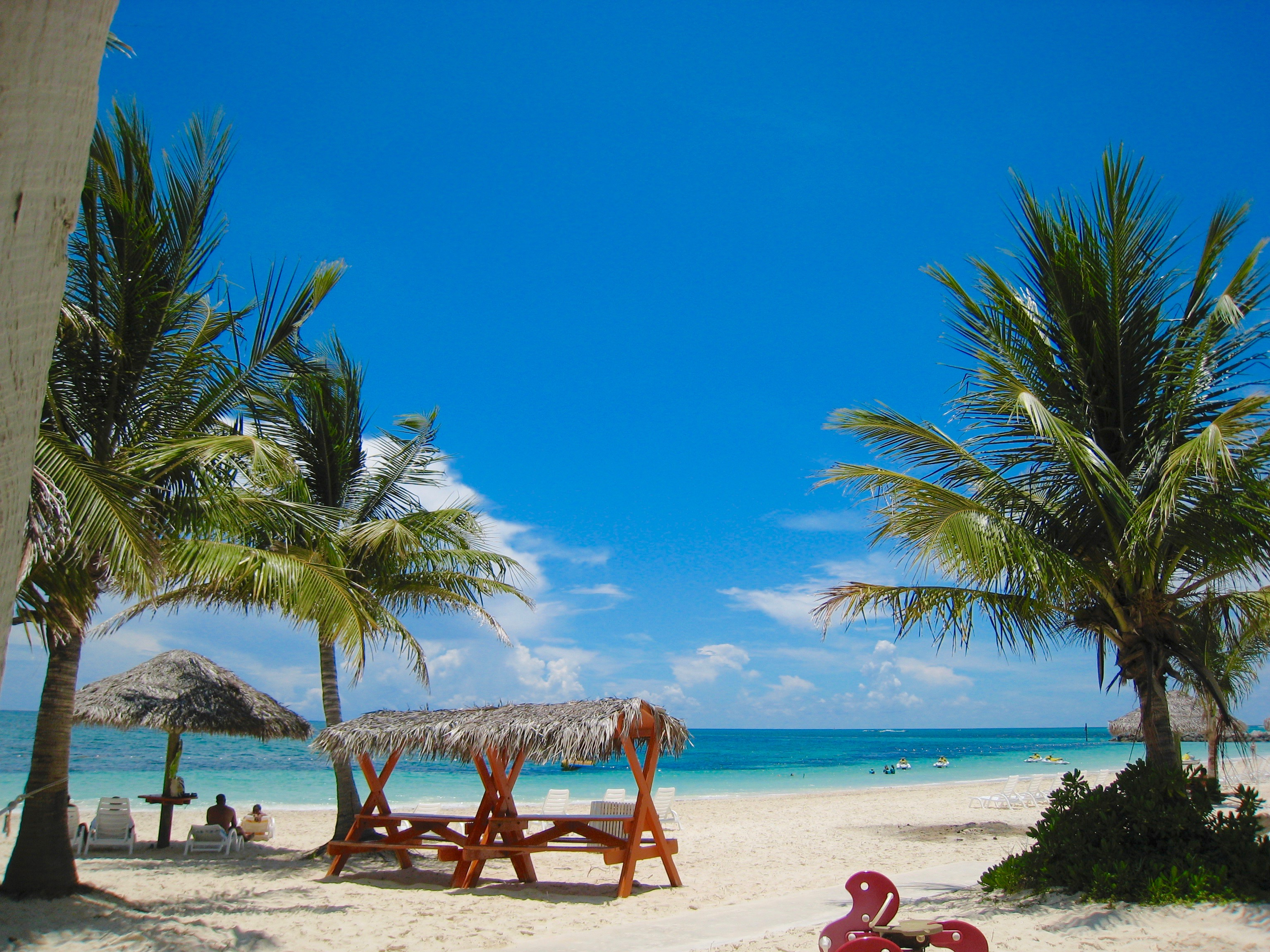
Playa Taino en la isla Gran Bahama.

Como en la mayoría de los climas tropicales, las precipitaciones estacionales siguen al sol, y el verano es la estación más lluviosa. Sólo hay una diferencia de 7 °C (13. °F) entre el mes más cálido y el más frío en la mayoría de las islas Bahamas. Cada pocos decenios, las bajas temperaturas pueden descender por debajo de los 10 °C (50. °F) durante unas horas cuando desciende una fuerte ola de frío desde el subcontinente norteamericano; sin embargo, nunca se ha registrado una helada o congelación en las islas Bahamas. Sólo una vez en la historia se ha visto nieve en el aire en algún lugar de las Bahamas, esto ocurrió en Freeport el 19 de enero de 1977, cuando la nieve mezclada con lluvia se vio en el aire por un corto tiempo.
Las Bahamas son a menudo soleadas y secas durante largos períodos de tiempo, y un promedio de más de 3000 horas o 340 días de luz solar al año. Gran parte de la vegetación natural es matorral tropical y los cactus y suculentas son comunes en los paisajes.
Las Bahamas se ven afectadas ocasionalmente por tormentas tropicales y huracanes. En 1992, el huracán Andrew pasó por el norte de las islas, y el huracán Floyd pasó cerca del este en 1999. El huracán Dorian de 2019 pasó sobre el archipiélago con fuerza destructiva de categoría 5, con vientos sostenidos de 298 km/h y rachas de hasta 350 km/h, convirtiéndose en el ciclón tropical más potente registrado en las islas noroccidentales de Gran Bahama y Gran Ábaco.

### Geología

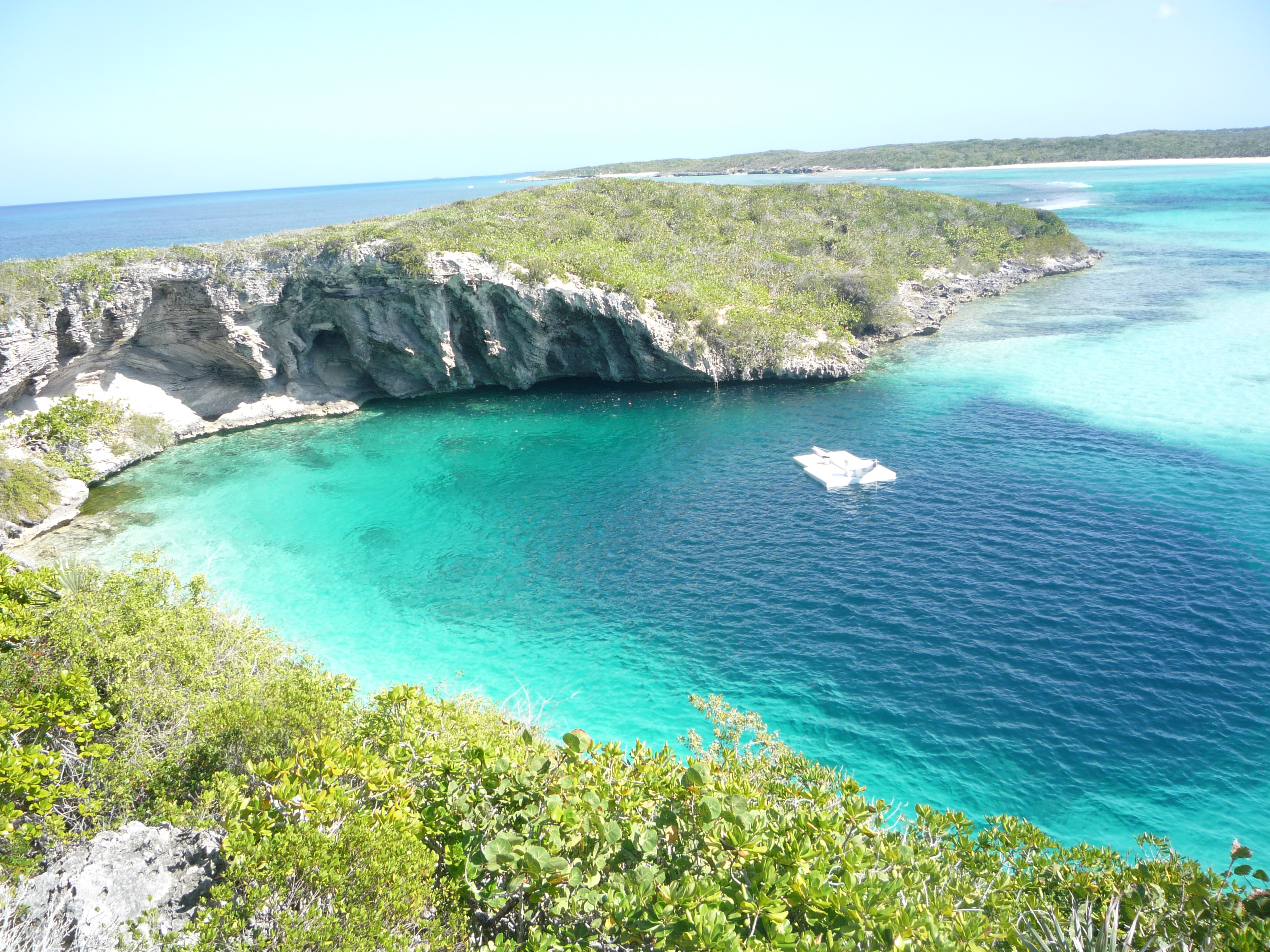
Acantilados en la Isla Larga, Bahamas

Se cree que las Bahamas se formaron hace unos 200 millones de años, cuando Pangea empezó a separarse. En la actualidad, perdura como un archipiélago que contiene más de 700 islas y cayos, bordeados por distintos arrecifes de coral. La piedra caliza que compone los bancos se ha ido acumulando al menos desde el Cretácico, y tal vez ya en el Jurásico; en la actualidad, el espesor total bajo el Gran Banco de las Bahamas supera los 4,5 kilómetros (2,8 millas). Como la piedra caliza se depositó en aguas poco profundas, la única forma de explicar esta enorme columna es estimar que toda la plataforma se ha hundido por su propio peso a un ritmo aproximado de 3.
Las Bahamas forman parte del archipiélago de las Lucayas, que se prolonga en las islas Turcas y Caicos, el banco Mouchoir, el banco Silver y el banco Navidad. La plataforma de las Bahamas, que incluye las Bahamas, el sur de Florida, el norte de Cuba, las islas Turcas y Caicos y la meseta de Blake, se formó hace unos 150 Ma, poco después de la formación del Atlántico Norte. Las calizas de 6,4 km de espesor, que predominan en las Bahamas, datan del Cretácico. Estas calizas se habrían depositado en mares poco profundos, supuestamente una porción estirada y adelgazada de la corteza continental norteamericana. Los sedimentos se formaban aproximadamente al mismo ritmo que la corteza inferior se hundía debido al peso añadido. Así, toda la zona consistía en una gran llanura marina con algunas islas. Entonces, hacia los 80 Ma, la zona quedó inundada por la corriente del Golfo. Esto provocó el ahogamiento de la meseta de Blake, la separación de las Bahamas de Cuba y Florida, la separación del sureste de las Bahamas en bancos separados, la creación del banco de Cay Sal y de los bancos de las Pequeñas y Grandes Bahamas. La sedimentación de la "fábrica de carbonatos" de cada banco, o atolón, continúa en la actualidad a un ritmo de unos 20 mm (0,79 pulgadas) por kyr. Los arrecifes de coral forman los "muros de contención" de estos atolones, dentro de los cuales se forman oolitos y pellets.

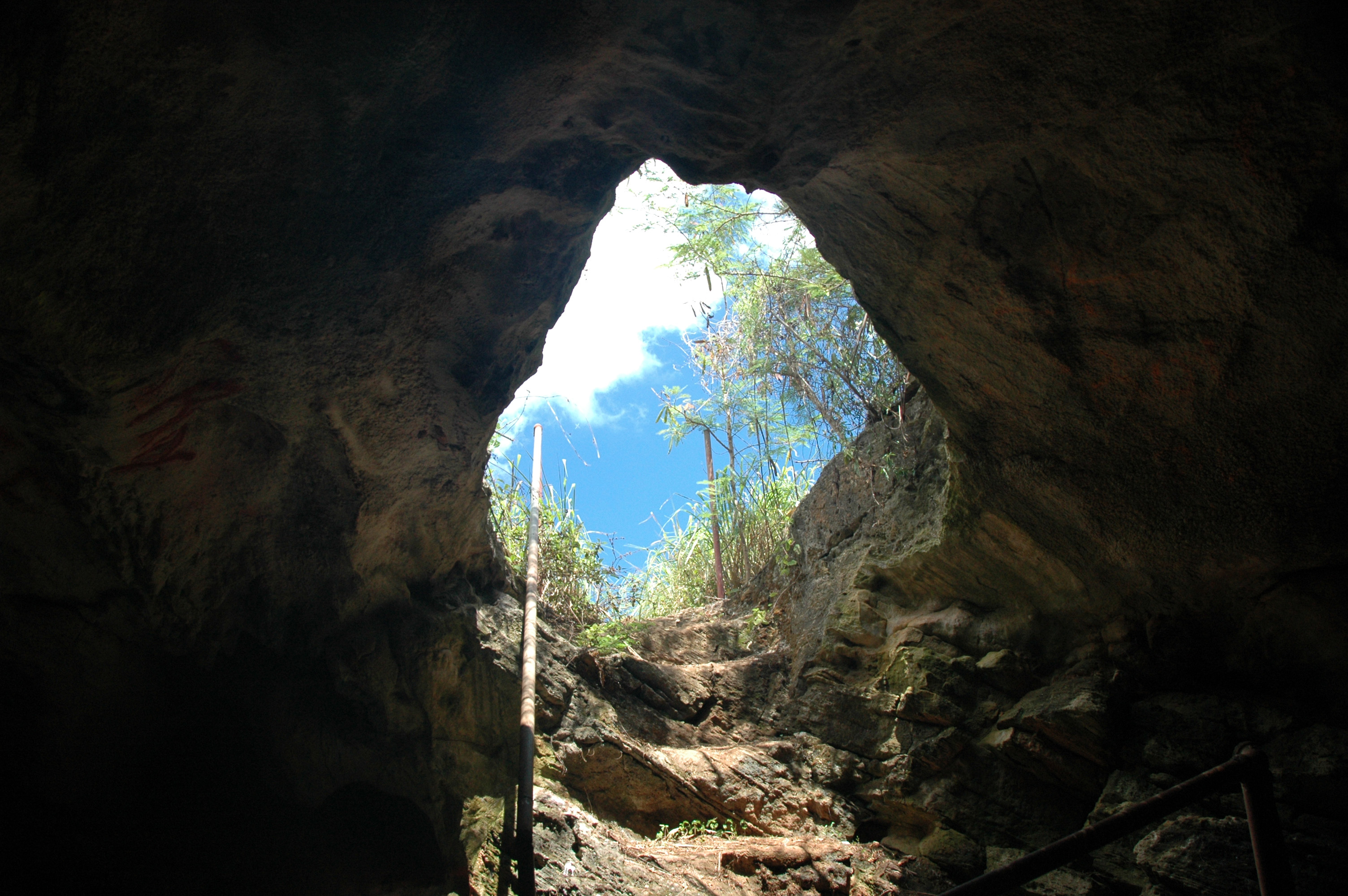
Entrada a la cueva de la Bahía de Hatchet en la isla Eleuthera

El crecimiento de los corales fue mayor a lo largo del Terciario, hasta el comienzo de las glaciaciones, y de ahí que esos depósitos sean más abundantes por debajo de los 36 m de profundidad. De hecho, existe un antiguo arrecife extinguido a medio kilómetro del actual, a 30 m por debajo del nivel del mar. Los oolitos se forman cuando el agua oceánica penetra en los bancos poco profundos, aumentando la temperatura unos 3 °C (5,4. °F) y la salinidad un 0,5 %. Los ooides cementados reciben el nombre de grapestone. Además, en los Cayos Exuma se encuentran estromatolitos gigantes.
Los cambios en el nivel del mar provocaron un descenso de éste, lo que hizo que la oolita arrastrada por el viento formara dunas de arena con distintos lechos cruzados. Las dunas superpuestas forman crestas oolíticas, que se litifican rápidamente por la acción del agua de lluvia, denominadas eolianita. La mayoría de las islas tienen crestas que oscilan entre 30 y 45 m, aunque la isla del Gato tiene una cresta de 60 m de altura. El terreno entre crestas favorece la formación de lagos y pantanos.

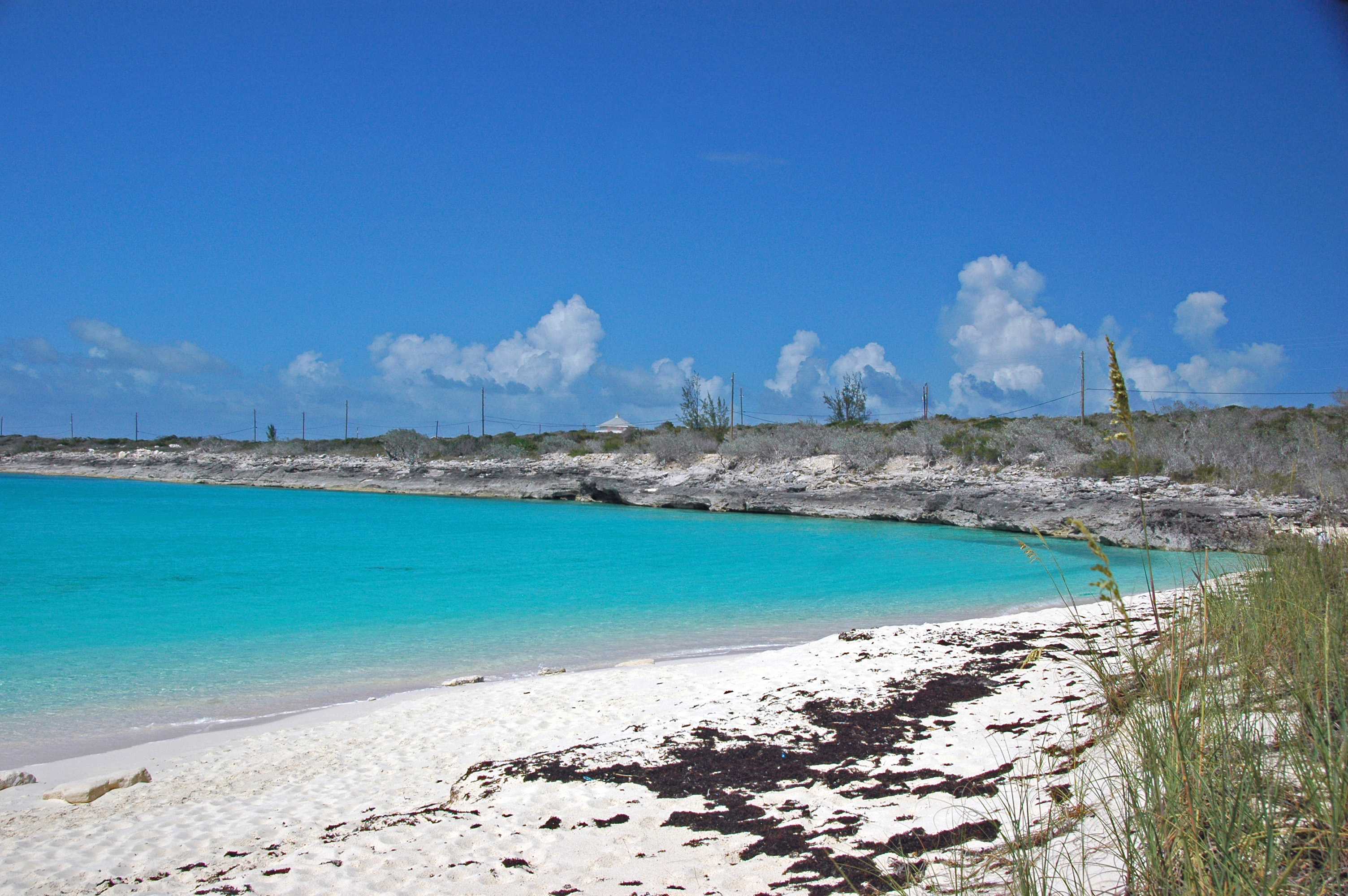
Playa de la isla de San Salvador, Bahamas

La meteorización por disolución de la piedra caliza da lugar a la topografía "kárstica de las Bahamas". Esto incluye simas, agujeros azules como Dean's Blue Hole, sumideros, roca de playa como la carretera de Bimini ("pavimentos de Atlantis"), corteza caliza, cuevas debido a la falta de ríos y cuevas marinas. Varios agujeros azules se alinean a lo largo de la línea de falla de Andros Sur. Las llanuras mareales y los arroyos de marea son comunes, pero los patrones de drenaje más impresionantes están formados por artesas y cañones como el Gran Cañón de las Bahamas, con la evidencia de corrientes de turbidez y deposición de turbiditas.
La estratigrafía de las islas está formada por la Formación Owl's Hole del Pleistoceno medio, superpuesta por la Formación Grotto Beach del Pleistoceno tardío y, a continuación, por la Formación de la bahía Rice del Holoceno. Sin embargo, estas unidades no están necesariamente apiladas unas sobre otras, sino que pueden situarse lateralmente. La formación más antigua, Owl's Hole, está cubierta por un paleosuelo de terra rosa, al igual que la Grotto Beach, a menos que esté erosionada. La formación Grotto Beach es la más extendida.

Vista satelital de las Islas Ábaco

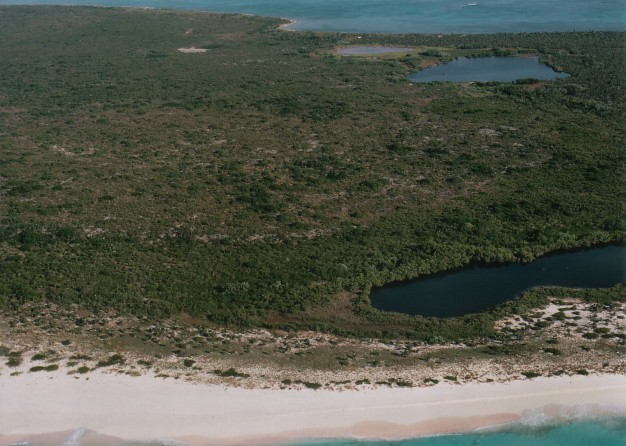
Cayos Franceses o Cayos Plana en Bahamas

### Islas

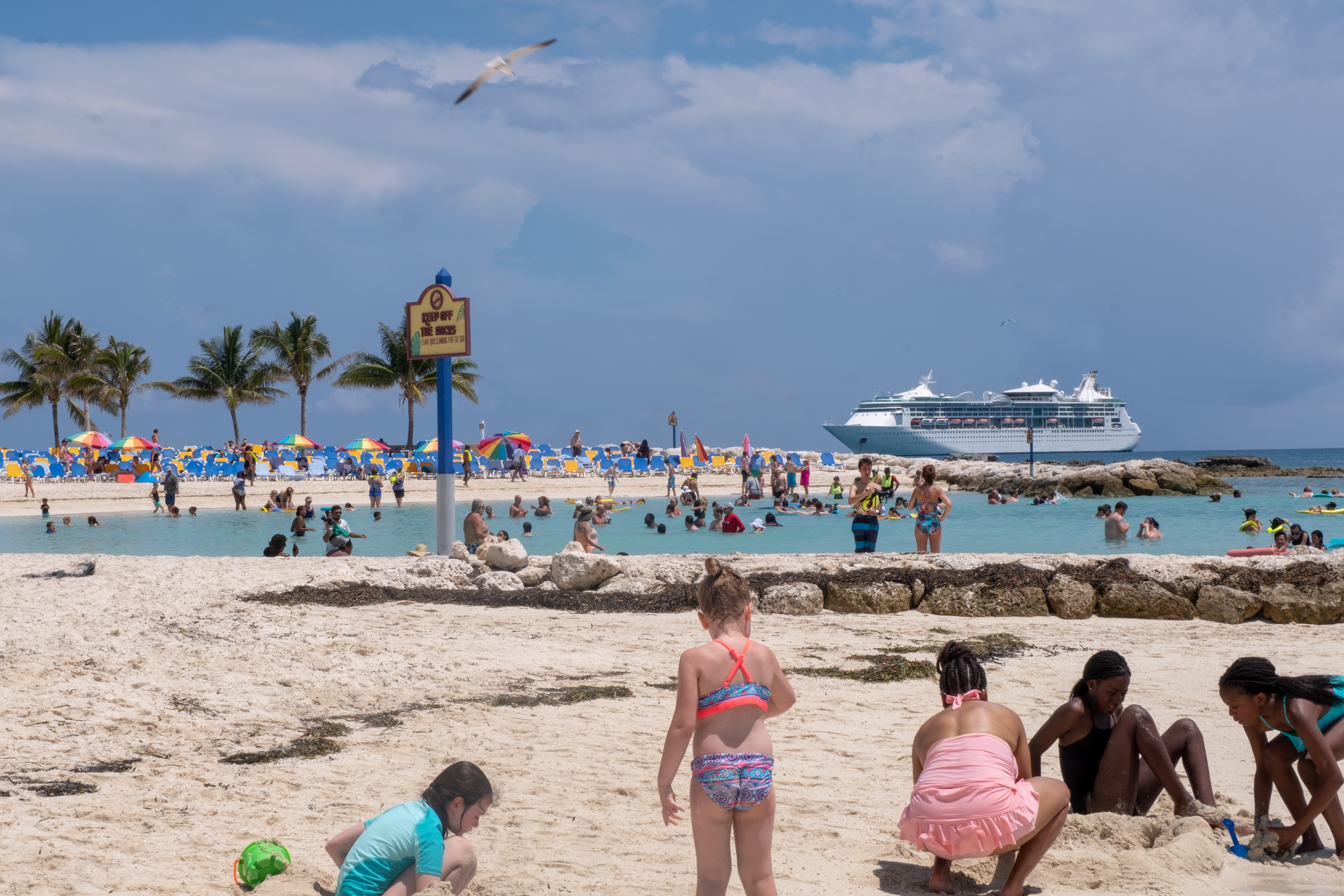
Crucero en Cayo Coco, Bahamas

Las islas más grandes del Archipiélago de las Bahamas incluyen a:
| Puesto | Nombre               | Tamaño (km2) |
| ------ | -------------------- | ------------ |
| 1      | Andros del Norte     | 3.439        |
| 2      | Gran Inagua          | 1.615        |
| 3      | Andros del Sur       | 1.448        |
| 4      | Gran Ábaco           | 1.146        |
| 5      | Gran Bahama          | 1.096        |
| 6      | Isla Larga           | 538          |
| 7      | Acklins              | 508          |
| 8      | Eleuthera            | 457          |
| 9      | Isla Cat             | 387          |
| 10     | Mayaguana            | 293          |
| 11     | Isla Crooked         | 282          |
| 12     | Nueva Providence     | 228          |
| 13     | Exuma                | 204          |
| 14     | Isla de San Salvador | 162          |
| 15     | Pequeña Inagua       | 126          |
| 16     | Cayo Rum             | 85           |
| 17     | Pequeño Ábaco        | 78           |
| 18     | Cayo Samana          | 39           |
| 19     | Isla Ragged          | 36           |
| 20     | Islas Berry          | 31           |
| 21     | Bimini               | 23           |

## Economía

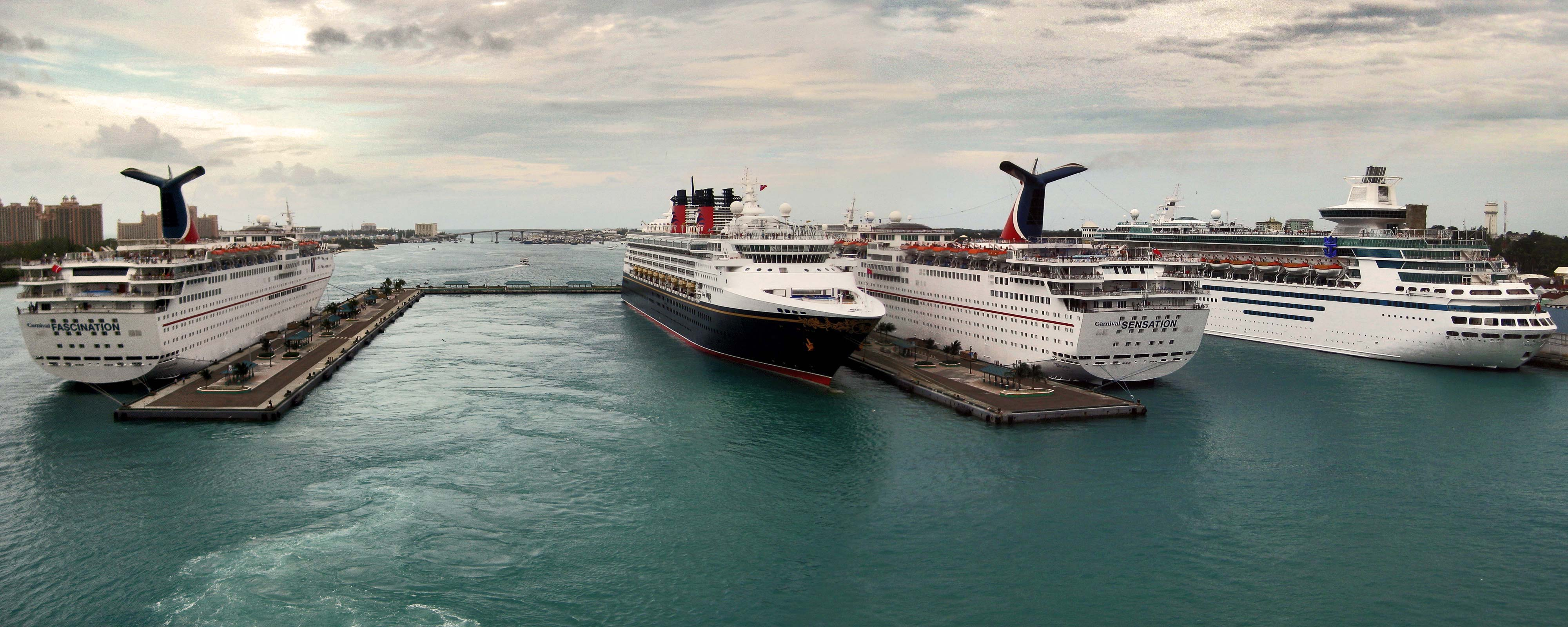
Cruceros de pasajeros en el puerto de Nasáu.

Bahamas es un país en desarrollo estable, dependiente de la economía basada en el turismo y actividades bancarias. El turismo solamente, supone más del 60 % del PIB y emplea directa o indirectamente a la mitad de la mano de obra del archipiélago. El crecimiento constante del turismo y el auge en la construcción de hoteles, de recursos y de nuevas residencias habían conducido al crecimiento sólido del PIB durante los últimos años, pero el retroceso de la economía de los Estados Unidos y los atentados del 11 de septiembre de 2001 provocaron también un retroceso en la economía local entre 2001 y 2003.
Los servicios financieros constituyen el segundo sector en importancia de la economía: cerca del 15 % del PIB. Sin embargo, desde diciembre de 2000, cuando el gobierno decretó nuevas regulaciones sobre el sector financiero, muchos negocios internacionales han salido del país. La industria y la agricultura contribuyen aproximadamente con una décima parte del PIB y muestran poco crecimiento a pesar de los incentivos que el gobierno destinó a estos sectores. En suma, el crecimiento depende del funcionamiento del sector turístico, que depende del crecimiento en los Estados Unidos, origen de más del 80 % de los visitantes. Además del turismo y de las actividades bancarias, el gobierno apoya el desarrollo de un "tercer pilar", el comercio.

### Agricultura

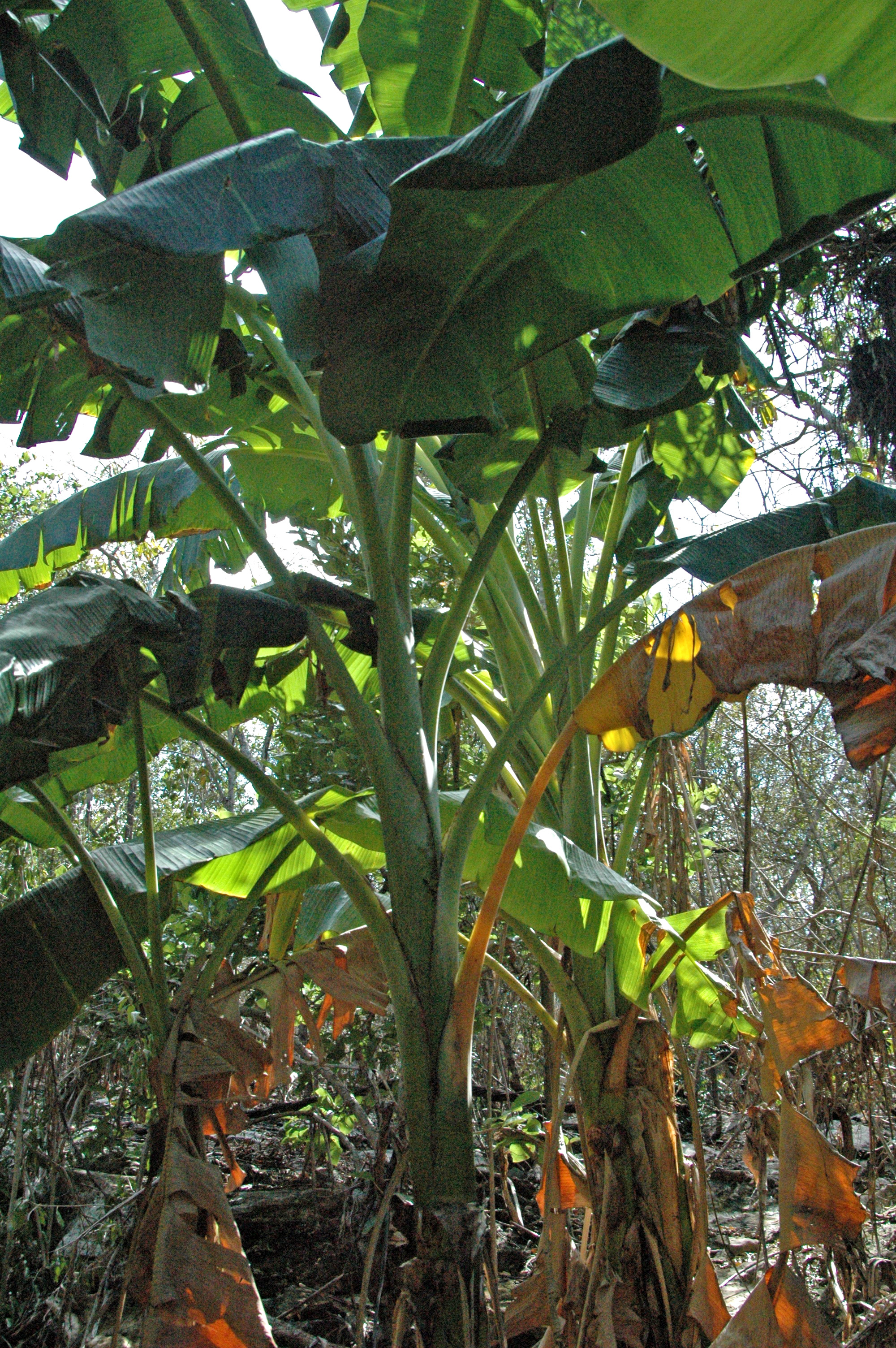
Plantación de Bananas en la isla de San Salvador

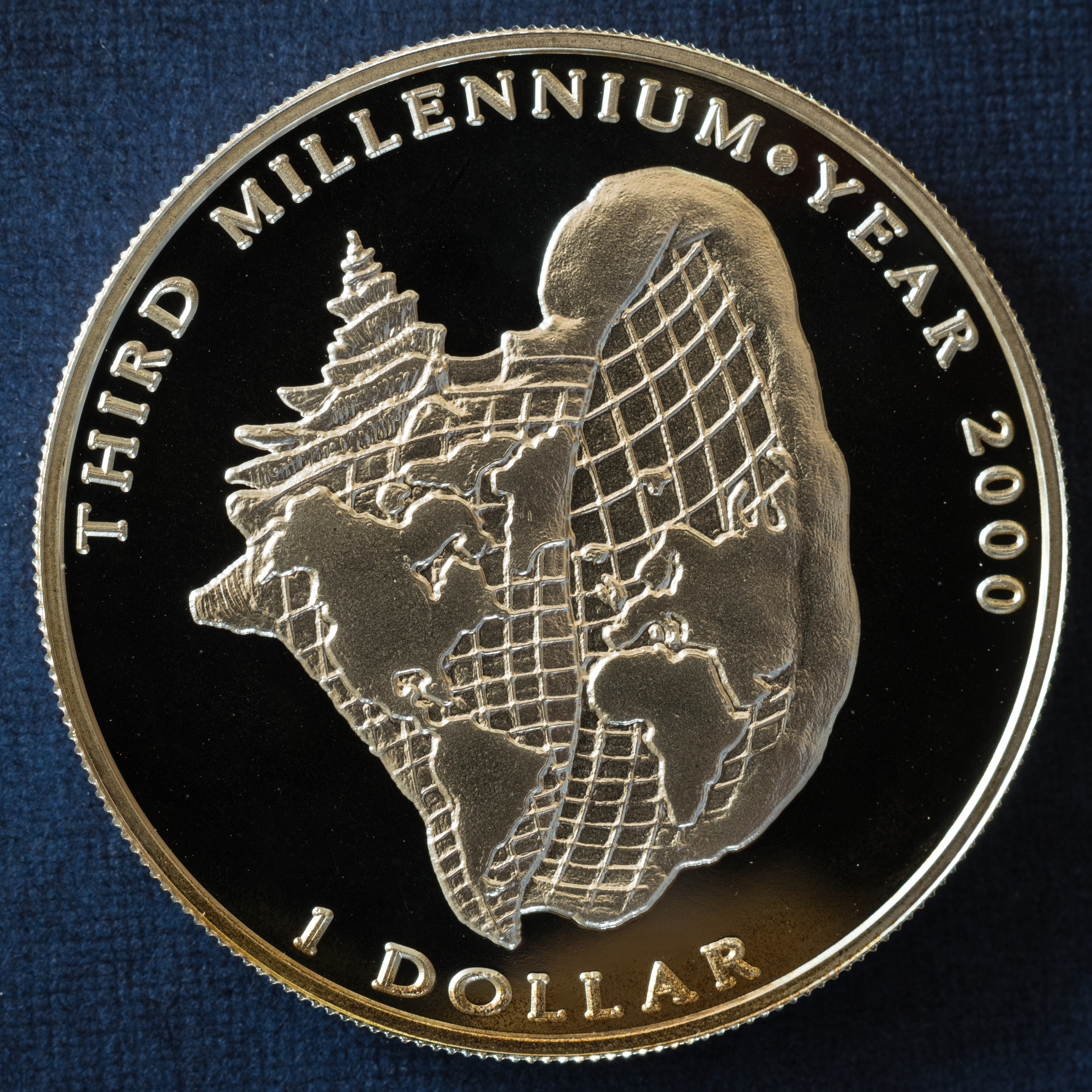
Moneda de 1 dólar de Bahamas

Bahamas es un importador neto de alimentos, importa casi el 90 % de su suministro de alimentos De las importaciones de alimentos, el 80 % procede de Estados Unidos.
Sólo el 0,8 % de la superficie terrestre de Bahamas es cultivable, unos 140 km2. La mayor parte de la tierra cultivable se encuentra en las islas de Nueva Providencia, Ábaco, Andros y Gran Bahama; entre los retos a los que se enfrenta la agricultura bahameña se encuentran los limitados recursos de agua dulce para el riego, las dificultades del transporte de mercancías entre las islas del archipiélago, la falta de capital humano, el pequeño tamaño del país (que lo hace vulnerable a las crisis económicas) y los riesgos de contaminación por productos agroquímicos. El cambio climático es otro de los principales problemas de la agricultura y la pesca, debido a los efectos negativos de la intensificación de los fenómenos meteorológicos graves y el aumento de la temperatura de los océanos; al ser un país llano y un pequeño Estado insular en desarrollo, Bahamas es especialmente vulnerable.
El economista Virgil Henry Storr escribe que "debido a la pobreza del suelo del país, la agricultura nunca ha sido realmente una empresa viable en Bahamas" y que "los colonos y ciudadanos bahameños a menudo se encontraban con que, a pesar de sus primeros éxitos con tal o cual cultivo, al final eran incapaces de competir en los mercados extranjeros o con los productores extranjeros en los mercados nacionales ni en calidad ni en coste". Por ejemplo, el suelo de Bahamas no es adecuado para el cultivo de azúcar". Storr sostiene que gran parte de la historia económica de Bahamas desde 1492 ha estado influida por actividades ilegales o extralegales, como la piratería y el corsarismo, el naufragio, el tráfico de bloqueos durante la guerra civil estadounidense, el tráfico de ron a Estados Unidos durante la ley seca y el actual tráfico de drogas.
En el siglo XIX, la industria de la piña fue, con diferencia, el cultivo más importante de Bahamas; comenzó poco después de la abolición de la esclavitud y alcanzó su punto álgido entre 1885 y 1895; a partir de entonces, descendió precipitadamente. A medida que se intensificaba la industria de la piña, las tierras más productivas se consolidaron en manos de una "clase comerciante-propietaria ausente" dominada por sociedades colectivas y limitadas, y Bahamas pasó a tener un monocultivo en el que se cultivaban piñas con exclusión de otros cultivos. Esta estructura económica, junto con la demora de 18 meses entre la plantación y la recolección de las piñas, y los riesgos del transporte y el deterioro, presionaron a los aparceros. La industria de la piña de Bahamas decayó por varias razones, entre ellas la invasión estadounidense de Hawái y el Arancel McKinley de 1897, el agotamiento del suelo y las enfermedades de las plantas en Ábaco y el norte de Eleuthera, y la sobreproducción. Las fábricas de conservas de piña operaban en Nasáu desde 1876, y más tarde se expandieron a Eleuthera; juntas, en 1900, procesaban hasta 75 000 cajas de piñas enlatadas cada temporada.
Según un estudio de 2016, es plausible que las Bahamas "experimenten inseguridad alimentaria transitoria", en parte debido al alto porcentaje de alimentos importados y en parte porque el sector agrícola del país ha disminuido. El suministro de alimentos varía significativamente de una isla a otra; en la zona rural de Gran Bahama Oriental, alrededor del 60 % de los hogares con niños y el 69 % de los hogares sin niños tenían seguridad alimentaria. Se ha sugerido la disponibilidad de mercados de agricultores, agricultura apoyada por la comunidad y huertos comunitarios como una medida que podría afectar positivamente al desarrollo rural y la seguridad alimentaria de Bahamas. En el presupuesto de 2020-21, el gobierno asignó 9 millones de dólares a la seguridad alimentaria, aunque el presidente del Grupo de Agroempresarios de Bahamas pidió que esa cantidad se multiplicara por diez, y que el gobierno tomara medidas destinadas a reducir los costes de importación de alimentos en un 40 %.

### Política monetaria
La política monetaria se mantuvo neutral en 2019, con el Banco Central de las Bahamas manteniendo estable su tipo de descuento de política en el 4,0 %. Lo más destacado de la evolución monetaria en 2020 fue una marcada acumulación de liquidez del sector bancario y de recursos externos, que se vieron reforzados por el endeudamiento externo del Gobierno. El exceso de activos líquidos del sector bancario aumentó un 18,5 % en comparación con 2019.
La oferta monetaria amplia aumentó un 2,7 % hasta alcanzar los 597,8 millones de B$. Los depósitos de ahorro crecieron un 9,2 %, más lentamente que el 14,7 % del año anterior. Hubo una nueva extensión de la disminución de los depósitos a plazo, del 5,2 % en 2019 al 7,4 % en 2020. El crédito interno revirtió de un pequeño aumento del 0,4 % en 2019 a una disminución del 4,0 % en 2020. El endeudamiento del Gobierno con el sector bancario nacional se contrajo, ya que utilizó el endeudamiento externo para reducir la deuda local. El crédito al sector privado disminuyó un 2,3 %, debido a que los bancos adoptaron un enfoque conservador de los préstamos en medio de la desaceleración causada por la pandemia. El crédito al sector personal, que representa más del 72 % del total, cayó un 1,4 %, mientras que el crédito al sector de la construcción registró un modesto aumento.
El diferencial medio ponderado de los tipos de interés se redujo 5 puntos básicos, situándose en el 9,89 %. El tipo de interés de los préstamos bajó 7 puntos básicos, hasta el 10,39 %, mientras que el de los depósitos cayó 12 puntos básicos, hasta el 0,45 %.

## Demografía

Población en miles, desde 1960 a 2010

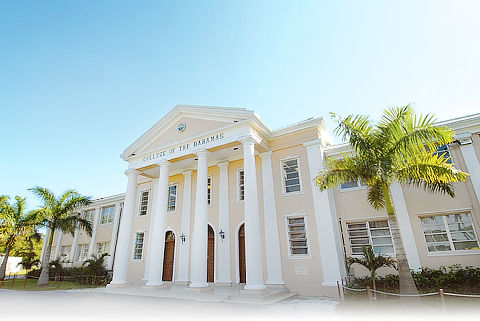
Sede de la Universidad de Bahamas

En 2005 el país tenía una población de 301 790 habitantes, de los cuales la mayoría son de raza negra (el 82 %), siendo los blancos la principal minoría (el 15 %). El idioma oficial es el inglés, hablado por casi toda la población, aunque popularmente se habla el «patois» (se pronuncia "patuá"). Un número pequeño de inmigrantes haitianos hablan el criollo (creole). El español es hablado por inmigrantes cubanos y dominicanos.

### Educación
La educación en Bahamas es obligatoria entre los 5 y los 16 años. En 2003, la tasa de escolarización era del 92 % y la tasa de alfabetización del 95,5 %. El gobierno gestiona 158 de las 210 escuelas de primaria y secundaria de Bahamas. Las otras 55 escuelas son privadas. La matriculación en centros públicos de primaria y secundaria es de 50 332 alumnos, y más de 16 000 asisten a centros privados. Algunas escuelas públicas carecen de material educativo básico y están masificadas. El Sindicato de Profesores de Bahamas (BUT) fue quien actuó para crear alguna reforma para sus debilitados sistemas educativos.
El archipiélago cuenta con una Ley de Educación que fue revisada en 1996 y está bajo el control del primer ministro. A partir de 1996, la Ley de Educación establece que la educación es gratuita para los niños de entre 5 y 16 años. La Universidad de las Bahamas, creada en Nasáu en 1974, ofrece programas conducentes a licenciaturas y grados asociados. Varias universidades no bahameñas también ofrecen programas de educación superior en el país. Generalmente, el año académico va desde finales de agosto o principios de septiembre hasta finales de mayo o principios de junio para las escuelas primarias y secundarias y finales de abril/principios de mayo para la universidad.

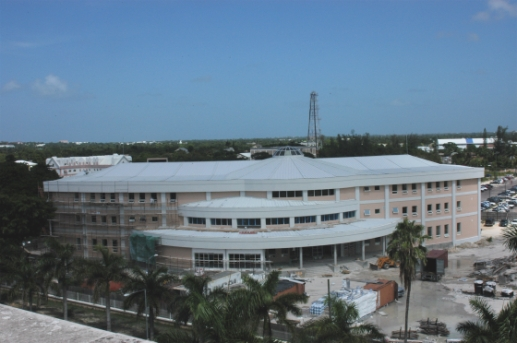
La biblioteca universitaria Harry C. Moore sirve también como Archivo y biblioteca nacional de Bahamas.

La educación en Bahamas incluye la enseñanza primaria, la secundaria y la terciaria, a las que se han añadido recientemente centros preescolares. Toda la educación que se imparte a los estudiantes junto con sus políticas son realizadas por el Ministerio de Educación, Deportes y Cultura.
El Ministerio de Educación, Ciencia y Tecnología está dirigido por el ministro de Educación, el Honorable Sr. Jeff Lloyd. Su trabajo consiste en supervisar las 158 de las 210 escuelas de primaria y secundaria de Bahamas. Los otros 55 centros son privados. La matrícula para las escuelas primarias y secundarias estatales es de 50 332, con más de 16 000 estudiantes que asisten a escuelas privadas a partir de enero de 2019. El ministro de Educación maneja estrictamente las políticas y directrices que tienen que ver con las escuelas privadas y públicas. Está asistido por la secretaria permanente, la Sra. Donella Bodie, y el director de Educación, el Sr. Marcellus Taylor, que dirige el Departamento de Educación, encargado básicamente de las operaciones diarias de todas las escuelas, garantizando que se sigan todos los protocolos, procedimientos y directrices.

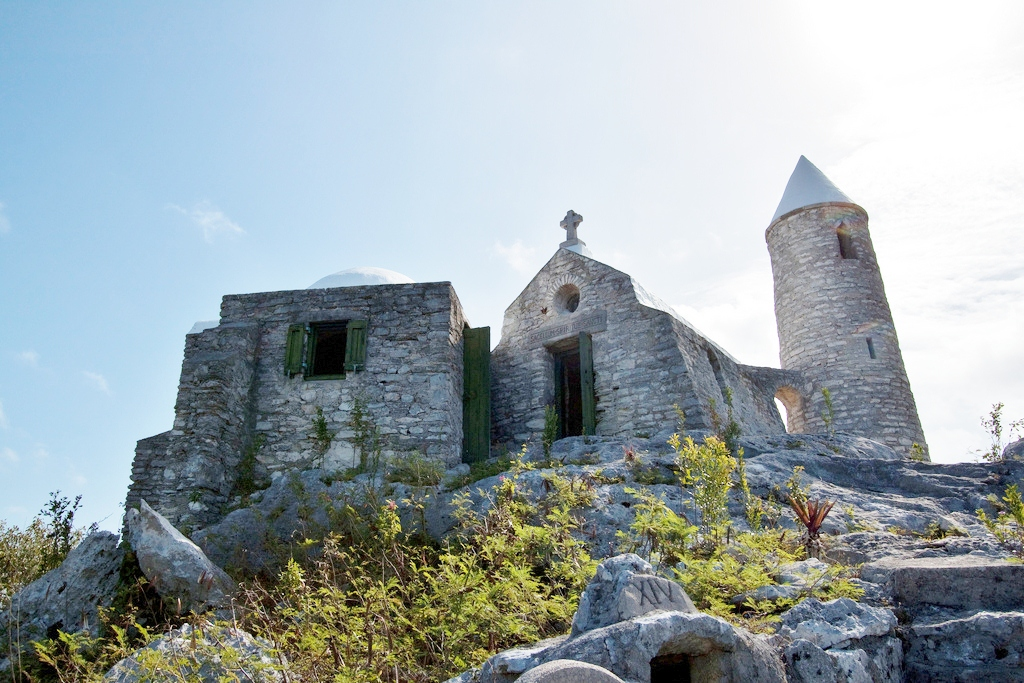
Monasterio e iglesia católica de la ermita del Monte Alvernia (The Hermitage) en la Isla Cat, Bahamas

### Religión
Bahamas es un país mayoritariamente cristiano existen diversidad de denominaciones cristianas. Desde la colonización inglesa, la mayoría de los bahameños se adhieren a diversas denominaciones protestantes, con las iglesias bautistas/evangélicas, el pentecostalismo, el adventismo y el metodismo a la cabeza. Pero con presencia además de la Iglesia Católica y otras minorías. No existe una religión estatal en Bahamas, y en general hay libre práctica de las creencias religiosas.
Estadísticamente, las principales denominaciones protestantes son los bautistas/evangélicos (35 %), los anglicanos (15 %), los pentecostales (13 %), los adventistas del séptimo día (5 %) y los metodistas (4 %). Aunque muchas congregaciones protestantes no afiliadas son casi exclusivamente negras, la mayoría de las iglesias mayoritarias están integradas racialmente.

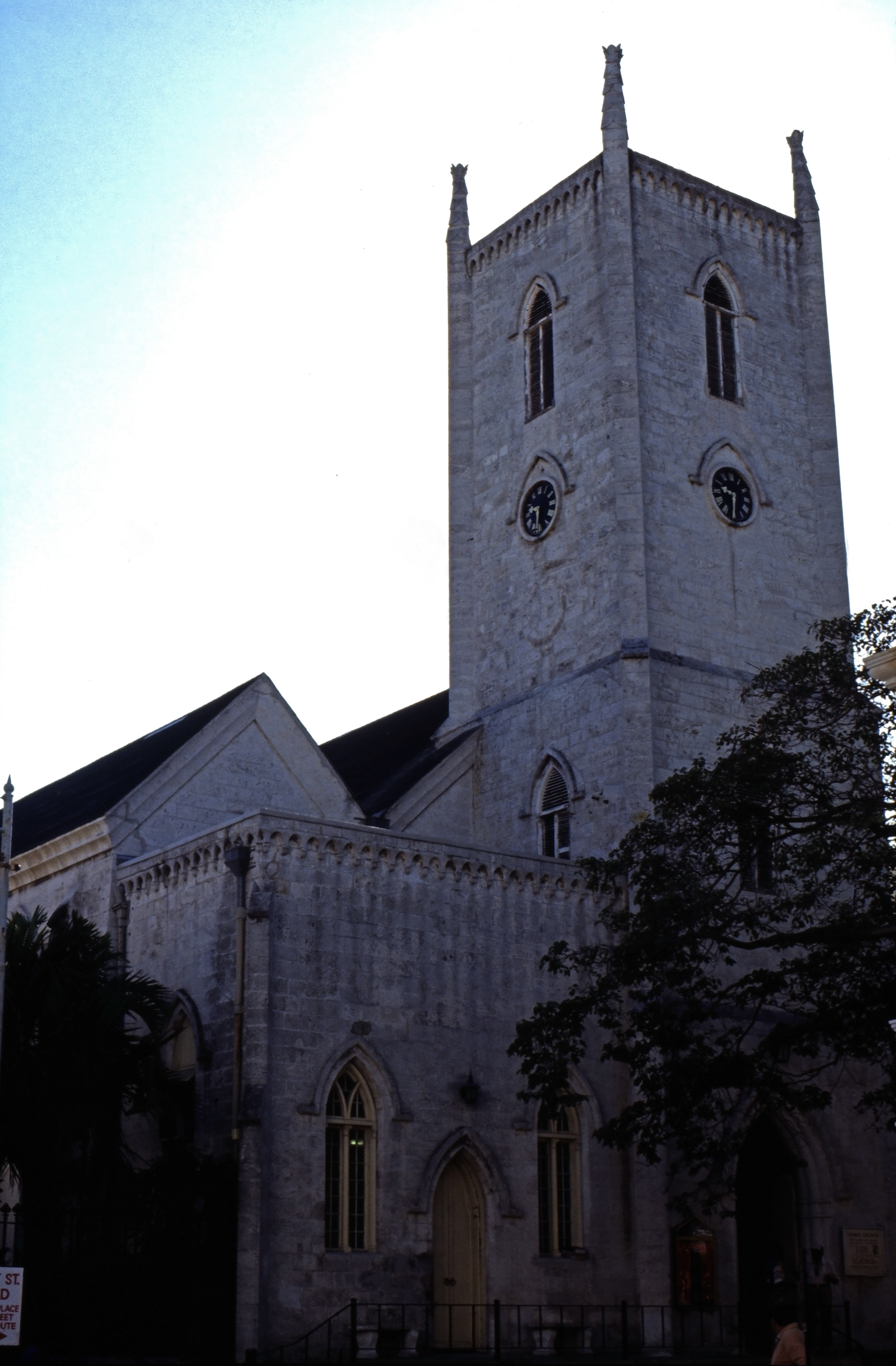
La Catedral Anglicana de Nasáu

Hay una importante población cristiana católica (14 %) y un pequeño población de cristianos ortodoxos griegos. También hay comunidades más pequeñas de judíos, bahá'ís, testigos de Jehová y musulmanes. Un pequeño número de bahameños y haitianos, sobre todo los que viven en las Islas de la Familia, practican la Obeah, una forma de chamanismo africano. Un pequeño número de ciudadanos se identifican como rastafaris. Algunos miembros de las pequeñas poblaciones guyanesas e indias residentes practican el hinduismo y otras religiones del sur de Asia.
Más del 91 % de la población de Bahamas profesa una religión, y los datos anecdóticos sugieren que la mayoría asiste a los servicios religiosos con regularidad.
La Constitución de Bahamas establece la libertad religiosa y prohíbe la discriminación por motivos de creencia. El país no tiene religión estatal, aunque el preámbulo de su constitución menciona los "valores cristianos".
La obeah u Obayi una serie de creencias africanas es ilegal en Bahamas y se castiga con penas de cárcel. Sin embargo, tradicionalmente esta ley no se aplica. Del mismo modo, las leyes que prohíben la publicación de blasfemias (con excepciones para las opiniones "expresadas de buena fe y en un lenguaje decente") tampoco se aplican.
Según el Departamento de Estado de Estados Unidos, hasta 2017 no se habían registrado infracciones o abusos significativos de la libertad de religión en Bahamas.

### Idiomas
La lengua oficial de Bahamas es el inglés. Mucha gente habla una lengua criolla basada en el inglés llamada dialecto bahameño (conocido simplemente como "dialect") o "bahameño". Laurente Gibbs, escritor y actor bahameño, fue el primero en acuñar este último nombre en un poema y desde entonces ha promovido su uso. Ambos se utilizan como autoglosónimos. El criollo haitiano, una lengua criolla basada en el francés, es hablado por los haitianos y sus descendientes, que constituyen alrededor del 25 % de la población total. Se conoce simplemente como criollo. para diferenciarlo del inglés de Bahamas.
El criollo bahameño, también conocido como dialecto bahameño, lo hablan tanto los bahameños blancos como los negros, aunque en formas ligeramente diferentes. El llamado dialecto bahamés también tiende a ser más frecuente en ciertas zonas de Bahamas. Las islas que se poblaron antes o que tienen una población afrobahamesa históricamente numerosa tienen una mayor concentración de individuos que exhiben un habla creolizada; el dialecto es más frecuente en las zonas urbanas. Los hablantes individuales dominan formas dialectales menores y mayores.

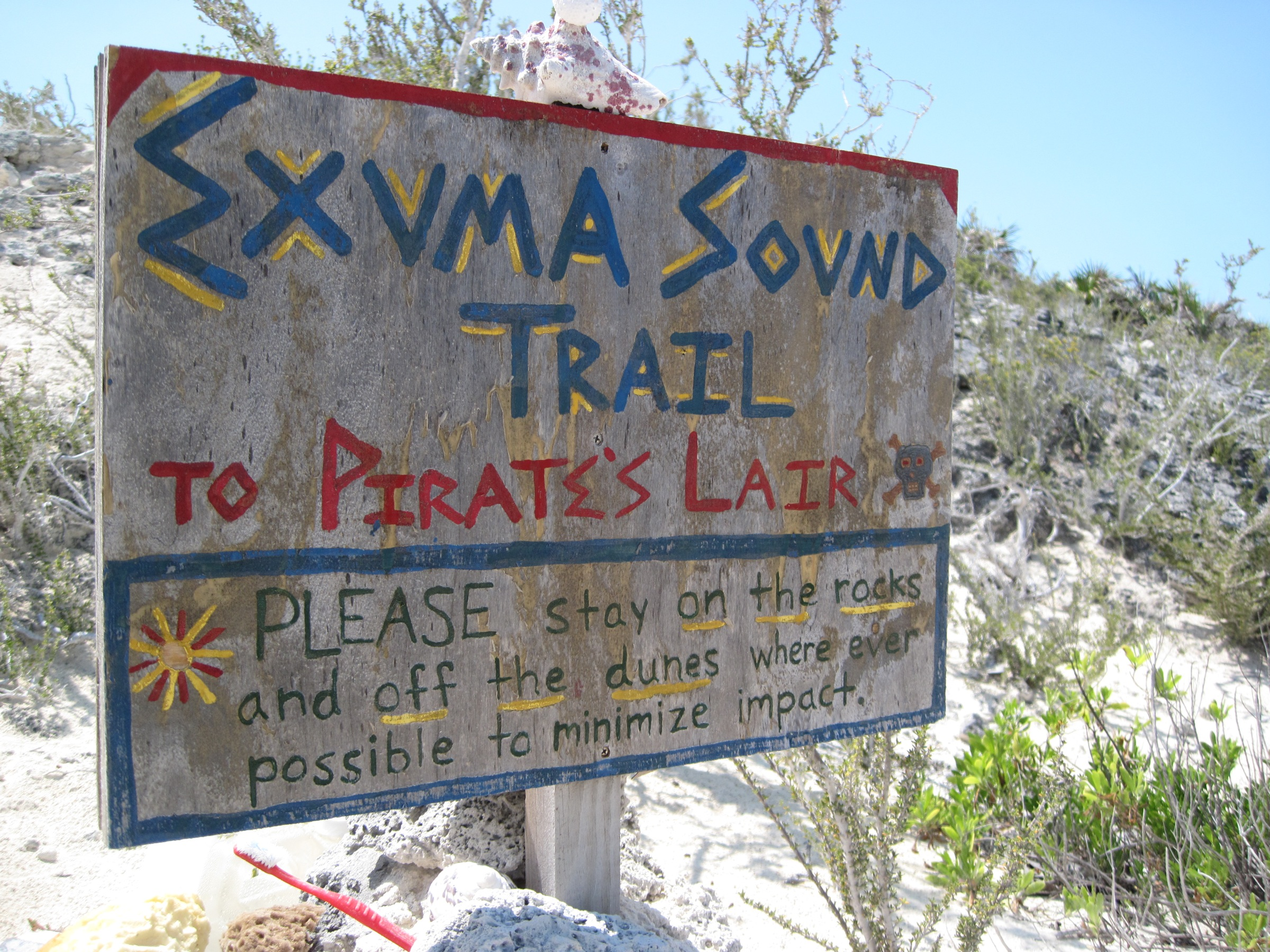
Un cartel escrito en inglés en Bahamas

El dialecto bahameño comparte rasgos similares con otros criollos caribeños basados en el inglés, como los de Jamaica, Barbados, Trinidad y Tobago, Turcas y Caicos, Santa Lucía, Granada, San Vicente y las Granadinas, Guyana y las Islas Vírgenes. También existe un vínculo muy significativo entre el bahameño y la lengua gullah de Carolina del Sur en Estados Unidos, ya que muchos bahameños descienden de negros esclavizados traídos a las islas desde la región gullah tras la Revolución estadounidense.
En comparación con muchas de las lenguas anglófonas o derivadas del inglés de la región del Caribe, la investigación sobre el inglés de Bahamas es limitada. Esta falta de investigación sobre el inglés de Bahamas se debe quizás a que, durante muchos años, los bahameños han asumido que esta lengua es simplemente una variedad del inglés. Sin embargo, la investigación académica demuestra que no es así. De hecho, hay muchas pruebas sociohistóricas y lingüísticas que apoyan la propuesta de que se trata de una lengua criolla diferente.
El idioma español es hablado por una minoría de inmigrantes de origen hispanoamericano como Cubanos y es de enseñanza obligatoria en el sistema educativo de las Bahamas a nivel de Escuelas primarias y secundarias. Si bien la oferta educativa de lenguas extranjeras es básicamente reducida al español y al francés en algunos escuelas privadas se enseñan otras lenguas como el alemán, el italiano y el criollo haitiano.

## Cultura

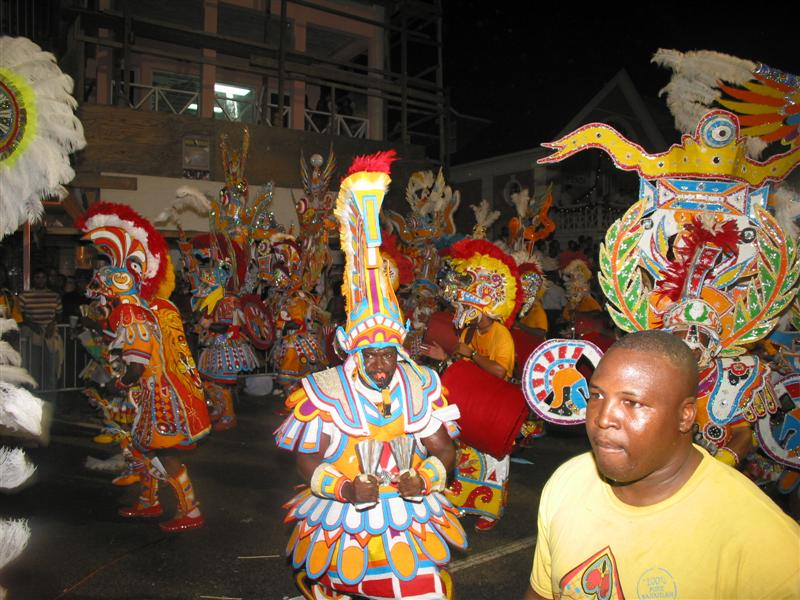
Celebración de la Junkanoo en Nasáu.

En las islas periféricas menos desarrolladas, las artesanías incluyen cestería hecha de hojas de palma. Este material, comúnmente llamado "paja", es plegado en forma de sombreros y bolsas que son los elementos turísticos más populares. Otro uso es para los llamados "muñecos vudú", a pesar de que las muñecas son el resultado de la imaginación americana y no se basa en hechos históricos.
Aunque no es practicada por los bahameses nativos, una forma de magia popular obeah derivada del África occidental, se practica en algunas islas de la familia (fuera de las islas) de las Bahamas debido a la migración haitiana. Sin embargo, la práctica de la obeah en las Bahamas es ilegal y, por lo tanto, perseguida y penada por la ley.
Junkanoo es un desfile tradicional de la calle africanos de la música, la danza y el arte, celebrada en Nasáu (y algunos otros asentamientos) cada día de Navidad, Año Nuevo. Junkanoo también se utiliza para celebrar otras fiestas y eventos como Día de la Emancipación.
Regatas son importantes eventos sociales en muchos asentamientos de familias isla. Por lo general, disponen de uno o más días de navegación por botes de trabajo a la antigua, así como un festival en tierra.
Algunos asentamientos tienen festivales relacionados con el cultivo tradicional o alimentos de ese ámbito, tales como el Festival de la "Piña" en Gregory Town, Eleuthera, o el Festival del "Cangrejo" en Andros. Otras tradiciones importantes son cuentos.

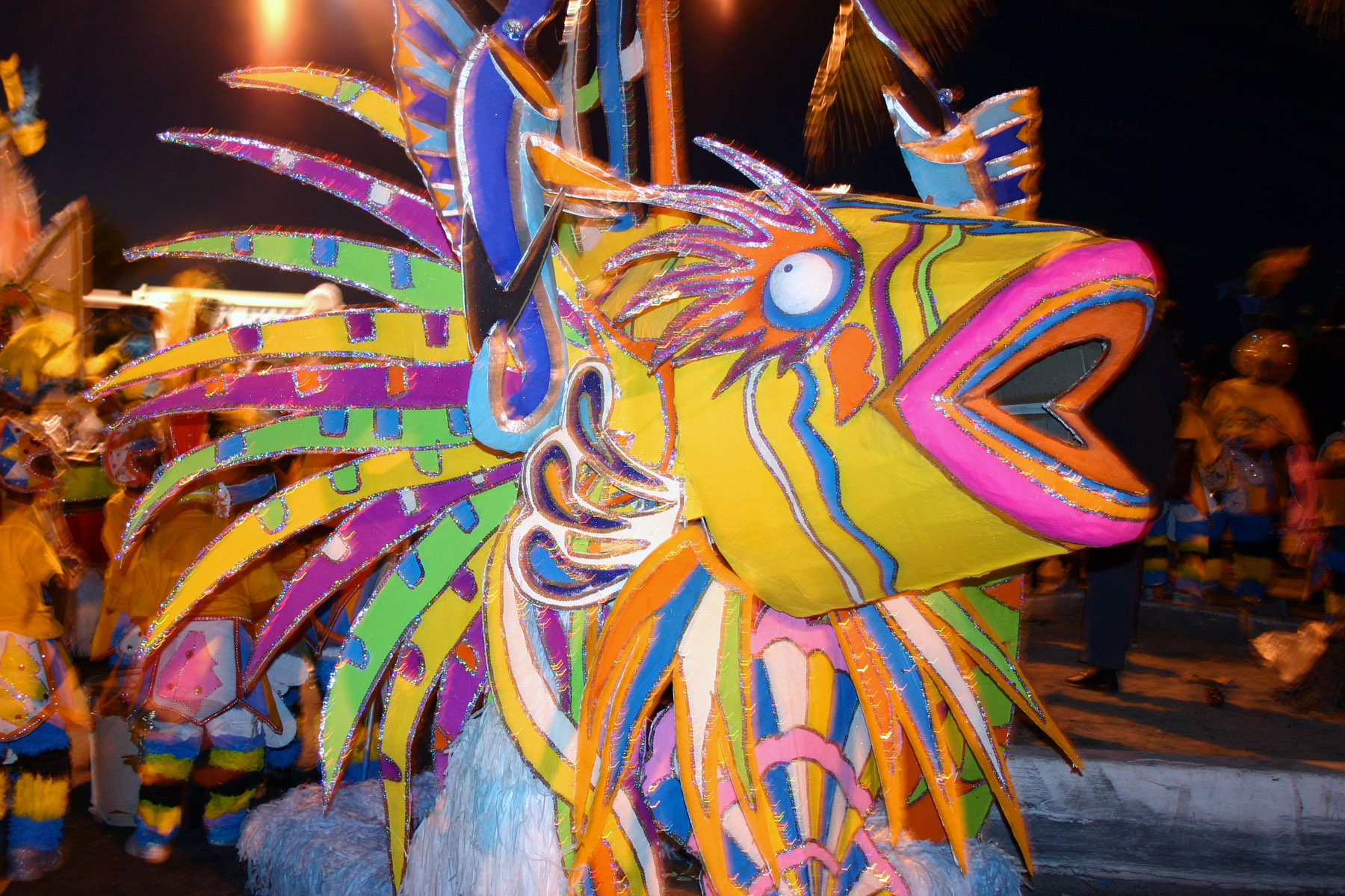
Locales usando disfraces durante un festival

### Música
La música de Bahamas se asocia principalmente con el Junkanoo, una celebración que tiene lugar el Boxing Day y de nuevo el día de Año Nuevo. Desfiles y otras celebraciones marcan la ceremonia. Grupos como The Baha Men, Ronnie Butler y Kirkland Bodie han alcanzado gran popularidad en Japón, Estados Unidos y otros lugares. Otros artistas populares de Bahamas son Stileet y Stevie S.
El calipso es un estilo de música afrocaribeña originario de Trinidad y Tobago. Esta forma de música se ha extendido por muchas partes del Caribe, incluidas las Bahamas.
La soca es una forma de música de baile que tiene su origen en la música calipso de Trinidad y Tobago. Originalmente combinaba el sonido melódico y cadencioso del calipso con una percusión insistente (a menudo electrónica en la música reciente) y la música chutney local. La música soca ha evolucionado en los últimos 20 años, principalmente gracias a músicos de varios países anglófonos del Caribe, como Trinidad, Guyana, San Vicente y las Granadinas, Barbados, Granada, Santa Lucía, Antigua y Barbuda, Islas Vírgenes de Estados Unidos, Bahamas, Dominica, San Cristóbal y Nieves, Jamaica y Belice.
La música rastrillo y raspa (Rake and scrape) se toca tradicionalmente con concertinas, tambores goombay y un serrucho. Se cree que se originó en la isla de Cat, pero hay indicios de que surgió en muchos lugares al mismo tiempo. La primera referencia al uso del acordeón por parte de los bahameños data de 1886, en un artículo del Nassau Guardian. El término "rake and scrape" (rastrillar y raspar) fue utilizado en 1969 por Charles Carter, aunque afirma que los habitantes de la isla Cat ya lo llamaban así cuando él visitó la isla.

### Festividades
| Fechas                  | Nombre en castellano              | Nombre local (inglés)         |
| ----------------------- | --------------------------------- | ----------------------------- |
| 1 de enero              | Año Nuevo                         | New Year's Day                |
| Primer viernes en junio | Día del Trabajo                   | Labour Day                    |
| 10 de julio             | Día de la Independencia           | Independence Day              |
| Primer lunes en agosto  | Día de la Emancipación o Kadument | Emancipation or Kadooment Day |
| 12 de octubre           | Día del Descubrimiento de América | Discovery Day                 |
| 25 de diciembre         | Navidad                           | Christmas Day                 |
| 26 de diciembre         | San Esteban                       | Boxing Day                    |

## Símbolos nacionales

### Bandera

Bandera de las Bahamas.

La bandera posee un triángulo equilátero negro en el lado del mástil, superpuesto sobre un fondo compuesto de tres franjas horizontales iguales en dos colores, oro y aguamarina. Los colores de la bandera de las Bahamas simbolizan la imagen y las aspiraciones del pueblo de las Bahamas. El diseño refleja los aspectos del medio natural (sol, arena y mar) y el desarrollo económico y social.
El simbolismo de la bandera es el siguiente: Negro, un color fuerte, representa el vigor y la fuerza de un pueblo unido. El triángulo que apunta hacia el cuerpo de la bandera representa la determinación del pueblo de las Bahamas para desarrollar y poseer los recursos ricos de sol y mar, simbolizados por el oro y la aguamarina, respectivamente.

### Escudo de armas

Escudo de Bahamas.

El escudo de armas de Bahamas contiene los símbolos nacionales como su punto focal. El escudo está flanqueado a los lados por un marlín o pez vela del Atlántico y un flamenco del Caribe, los animales nacionales de las Bahamas. El primero se encuentra en el mar y el segundo, en la tierra, indicando la geografía de las islas.
En la parte superior del escudo hay una concha, que representa la vida marina variada de la cadena de islas, sobrepuesta sobre un casco. Por debajo de este está el escudo real, y su símbolo principal es una representación de la nave Santa María de Cristóbal Colón, que se muestra a la vela bajo el sol. A lo largo de la parte inferior, debajo del escudo, aparece una leyenda con el lema nacional:
«Hacia adelante, hacia arriba, siguiendo, juntos».

## Deporte

### Críquet
El deporte nacional es el críquet, que se juega en Bahamas desde 1846 y es el deporte más antiguo que se practica actualmente en el país. La Asociación de Cricket de Bahamas se formó en 1936, y desde los años 40 hasta los 70, el cricket fue practicado por muchos bahameños. Bahamas no forma parte de la West Indies Cricket Board, por lo que los jugadores no pueden formar parte del equipo de críquet de las Indias Occidentales. A finales de la década de 1970, el juego empezó a decaer en el país, ya que los profesores, que antes venían del Reino Unido con pasión por el críquet, fueron sustituidos por otros formados en Estados Unidos.
Los profesores de educación física bahameños no conocían el juego y, en su lugar, enseñaban atletismo, baloncesto, béisbol, softball, voleibol y fútbol, donde las escuelas primarias y secundarias compiten entre sí. En la actualidad, el críquet sigue siendo un deporte practicado por algunos habitantes e inmigrantes del país, normalmente de Jamaica, Guyana, Trinidad y Barbados. El críquet se juega los sábados y domingos en Windsor Park y Haynes Oval en Nasáu, Bahamas, mientras que el principal y único campo de críquet en Gran Bahama es el Lucaya Cricket Oval.

### Deportes acuáticos
En julio se realiza el torneo de pesca más importante de las islas, donde los habitantes más diestros asombran a los turistas con su rapidez y precisión. También en septiembre se realizan torneos de música y baile, en los que se pone a prueba los magníficos golpes de la música afro y sus míticos bailes.

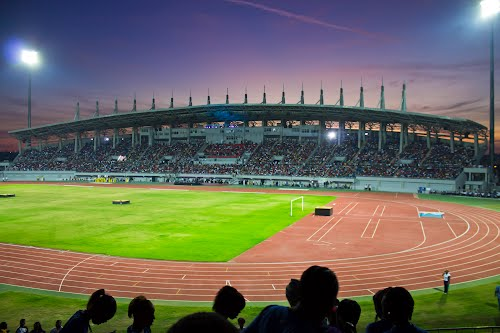
El estadio Nacional Tommy Robinson usado para fútbol, atletismo y fútbol americano

Por supuesto que, con la belleza del paisaje, y sus maravillosos corales, el buceo y el snorkel son los deportes muy practicados. Además se realizan toda clase de deportes náuticos. Para sentirse más protegido y seguro, los nativos, se prestan como guías tanto en las profundidades como en las islas.
En las islas el fútbol playa es un deporte en el que la selección es de las mejores de América. Serán anfitriones del siguiente mundial de fútbol playa.

### Otros deportes
El único otro acontecimiento deportivo que comenzó antes que el críquet fueron las carreras de caballos, que empezaron en 1796. Los deportes más populares entre los espectadores son los importados de Estados Unidos, como el baloncesto, el fútbol americano y el béisbol, y no los de las islas británicas, debido a la proximidad del país a Estados Unidos, a diferencia de sus homólogos caribeños, donde el críquet, el fútbol y el netball han demostrado ser más populares.
Con los años, el fútbol americano se ha hecho mucho más popular que el fútbol. La Federación de Fútbol Americano de Bahamas ha creado ligas para adolescentes y adultos. Sin embargo, el fútbol, como se conoce comúnmente en el país, sigue siendo un deporte muy popular entre los alumnos de secundaria. Las ligas están regidas por la Asociación de Fútbol de Bahamas. En 2013, el Gobierno de Bahamas ha colaborado estrechamente con el Tottenham Hotspur de Londres para promover este deporte en el país, así como para promocionar Bahamas en el mercado europeo. En 2013, los "Spurs" se convirtieron en el primer club de la Premier League en jugar un partido de exhibición en Las Bahamas, enfrentándose a la selección masculina de Jamaica. Joe Lewis, propietario del club, reside en Bahamas.
También sobresale Tonique Williams-Darling campeona olímpica en Atenas 2004.
Dos jugadores bahameños han sido elegidos en el número uno del draft de la NBA: Mychal Thompson y Deandre Ayton, siendo Thompson el primer jugador no estadounidense en conseguirlo. Otro jugador de baloncesto bahameño destacado es Buddy Hield, elegido en el sexto lugar del draft de la NBA del 2016.
Sin embargo, en el fútbol, su selección nacional no ha tenido los mismos éxitos, ya que es considerada una de las más débiles de Concacaf y del mundo. Dentro del país, existe la Liga BFA, la primera división del fútbol bahameño. Fue fundada en 1992 y el equipo más ganador es el IM Bears con 7 títulos, seguido del Cavalier FC con 4.